# Jardin de Versailles
Ne doit pas être confondu avec Parc de Versailles.
Le jardin de Versailles, également appelé jardin du château de Versailles ou, au pluriel, les jardins de Versailles ou les jardins du château de Versailles, est situé à l'ouest du château de Versailles.
Au cours de l’Ancien Régime, le domaine de Versailles était constitué du Grand Parc – la vaste région boisée aux abords du château et du village de Versailles (en partie murée) – et du Petit Parc – la partie entourée d’un mur qui fut développé en jardins à la française près du château.
Aujourd'hui, la différence entre Grand Parc et Petit Parc persiste sous d'autres appellations. Le Grand Parc est aujourd'hui désigné sous le terme parc de Versailles et comprend l'ensemble des espaces verts appartenant au domaine de Versailles (bois, champs, jardins des châteaux de Trianon, jardins du château de Versailles). Le Petit Parc, aujourd'hui désigné sous le terme jardin de Versailles, est la partie de ce parc de Versailles délimité par : à l'est le château de Versailles, à l'ouest le bassin d'Apollon, au nord le bassin de Neptune et au sud l'Orangerie et qui comprend les jardins à la française proches du château.
Cet article traite du Petit Parc, aujourd'hui appelé jardin de Versailles, et de son évolution.
Depuis l’époque de Louis XIII jusqu’à nos jours, les jardins ont subi de nombreuses évolutions. Certains bosquets ont également évolué et changé de nom. Les replantations ont été nombreuses. Les problèmes d’alimentation en eau des jardins sont toujours d'actualité.
Parmi les 386 œuvres d'art qui enrichissent les jardins, dont 221 statues, Apollon occupe une place majeure. Il est représenté sept fois à divers endroits du parc. L'image idéalisée du Roi-Soleil est la plus éblouissante dans le bassin portant son nom, donnant sur le Grand Canal.
Le principal créateur de ce jardin est André Le Nôtre, suivi, à compter des années 1680, par Jules Hardouin-Mansart, collaborateur du jardinier du roi puis son rival, qui modifie ou remplace certains bosquets, bassins et fontaines jusqu'à son décès en 1708.

Vue aérienne des jardins du château de Versailles de nos jours.

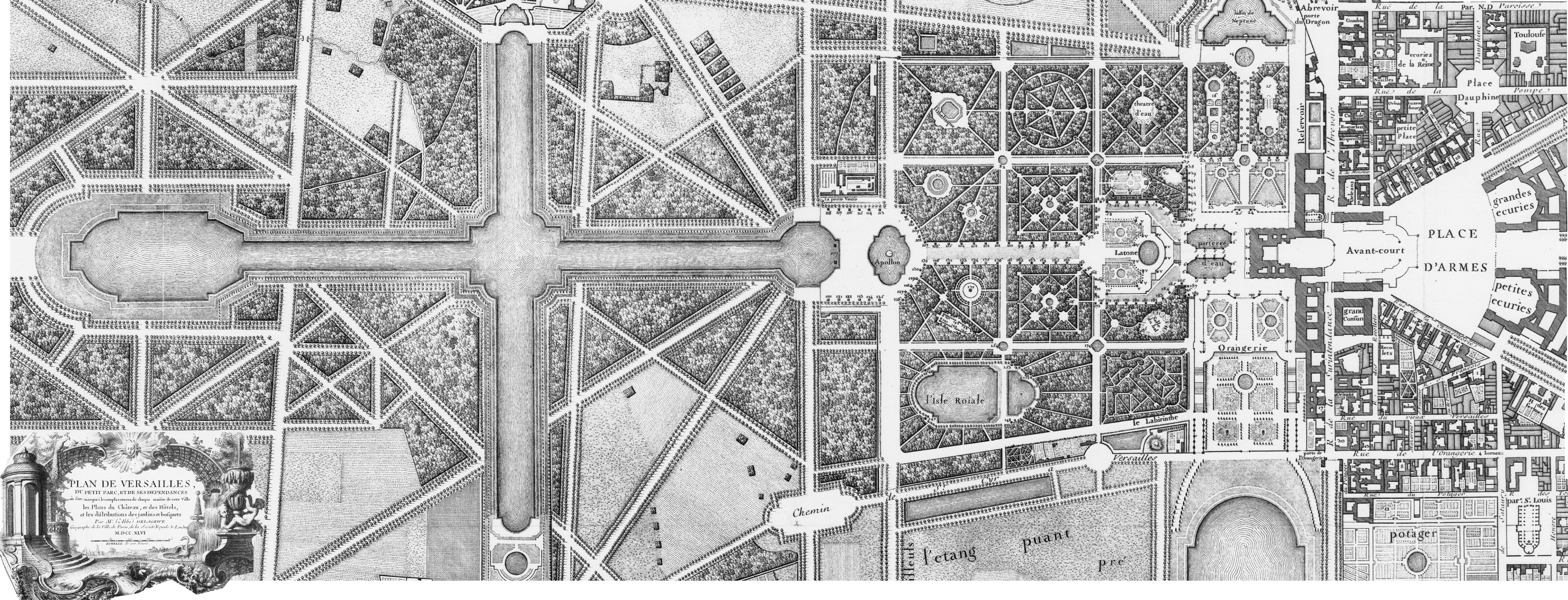
Plan des jardins du château de Versailles en 1746, par Jean Delagrive.

## Histoire

### Louis XIII
Avec le dernier achat de terre de la famille Gondi et l’avènement de Louis XIII comme seigneur de Versailles, les premières traces des jardins s’établissent aux années 1661 dans l’espace à l’ouest du château. Des documents indiquent qu’à la fin de la décennie, Claude Mollet et Hilaire Masson conçurent les jardins qui sont restés probablement intacts jusqu'aux expansions commandées par Louis XIV lors des premières années de son règne. Ce plan primitif, que l’on peut voir aujourd’hui sur le plan de « Du Bus » (vers 1662), établit le dispositif à partir duquel les jardins de Louis XIV évoluèrent – surtout, la définition claire des axes principaux qui forment les lignes essentielles de l’aménagement des jardins.
En 1662, après la disgrâce de Nicolas Fouquet et l’appropriation de son château de Vaux-le-Vicomte, Louis XIV se concentra sur Versailles. Avec la participation de l’équipe de Vaux-le-Vicomte – Louis Le Vau, Charles Le Brun et André Le Nôtre –, Louis XIV entama un programme d’embellissement et d'expansion à Versailles, dont il s'occupa jusqu’à la fin de sa vie.
Depuis lors, les expansions des jardins de Versailles suivirent les expansions du château. Par conséquent, les agrandissements de Louis XIV s’appliquèrent également aux jardins.

### Louis XIV: premier agrandissement
L'année 1664 ne vit pas de changements majeurs au château ; l’attention se consacra au développement des jardins. Des bosquets et des parterres existants furent agrandis, d'autres créés. Les plus importantes créations de cette époque furent l’Orangerie et la Grotte de Téthys.
L’Orangerie, le chef-d’œuvre de Louis Le Vau, se situait au sud du château, profitant de la pente naturelle de la colline. L’Orangerie fournissait abri et entreposage pour les orangers pendant l’hiver.
La grotte de Thétys, qui se trouvait au nord du château, constituait une partie intégrante du symbolisme du château et des jardins, qui associait le Roi Soleil avec la métaphore solaire. La grotte s’acheva lors de la deuxième campagne d’agrandissement.
En 1664, les jardins évoluèrent à un tel point que Louis XIV les inaugura lors d'une fête galante dite des Plaisirs de l’Isle Enchantée. L'événement, qui célébrait officiellement sa mère, Anne d'Autriche, et son épouse, Marie-Thérèse d’Autriche, célébrait en réalité Louise de La Vallière, la maîtresse du roi. Il eut lieu en mai de cette même année. Les invités se régalèrent des divertissements fabuleux donnés dans les jardins durant une semaine. En raison de cette fête – et en particulier du manque de logements pour les invités (la plupart d'entre eux furent obligés de dormir dans leurs carrosses) –, Louis se rendit compte des imperfections de Versailles et commença de nouveau à agrandir le château et les jardins.

### Louis XIV: deuxième agrandissement
De 1665 à 1678, il y eut une frénésie d’activité dans les jardins, surtout autour des fontaines et des nouveaux bosquets. À cette époque, la symbolique d’Apollon et celle du soleil furent exploitées consciemment et systématiquement comme métaphores pour Louis XIV. L’enveloppement du vieux château, par Louis Le Vau, fournit un moyen par lequel – à travers la décoration de la façade du jardin – la symbolique des grands appartements entra en symbiose avec la symbolique des jardins.
Avec cette 2e phase d’agrandissement, les jardins adoptèrent le vocabulaire de conception topographique et symbolique qui resterait paradigmatique jusqu’au XVIIIe siècle. Comme le précisa André Félibien dans sa description de Versailles, une symbolique consacrée aux thèmes solaires et apolloniens prédominait dans les projets de construction à cette époque.

Trois additions datant de cette époque contribuèrent au réseau topographique et symbolique des jardins : l’achèvement de la grotte de Thétys, le parterre de Latone et le bassin d’Apollon.

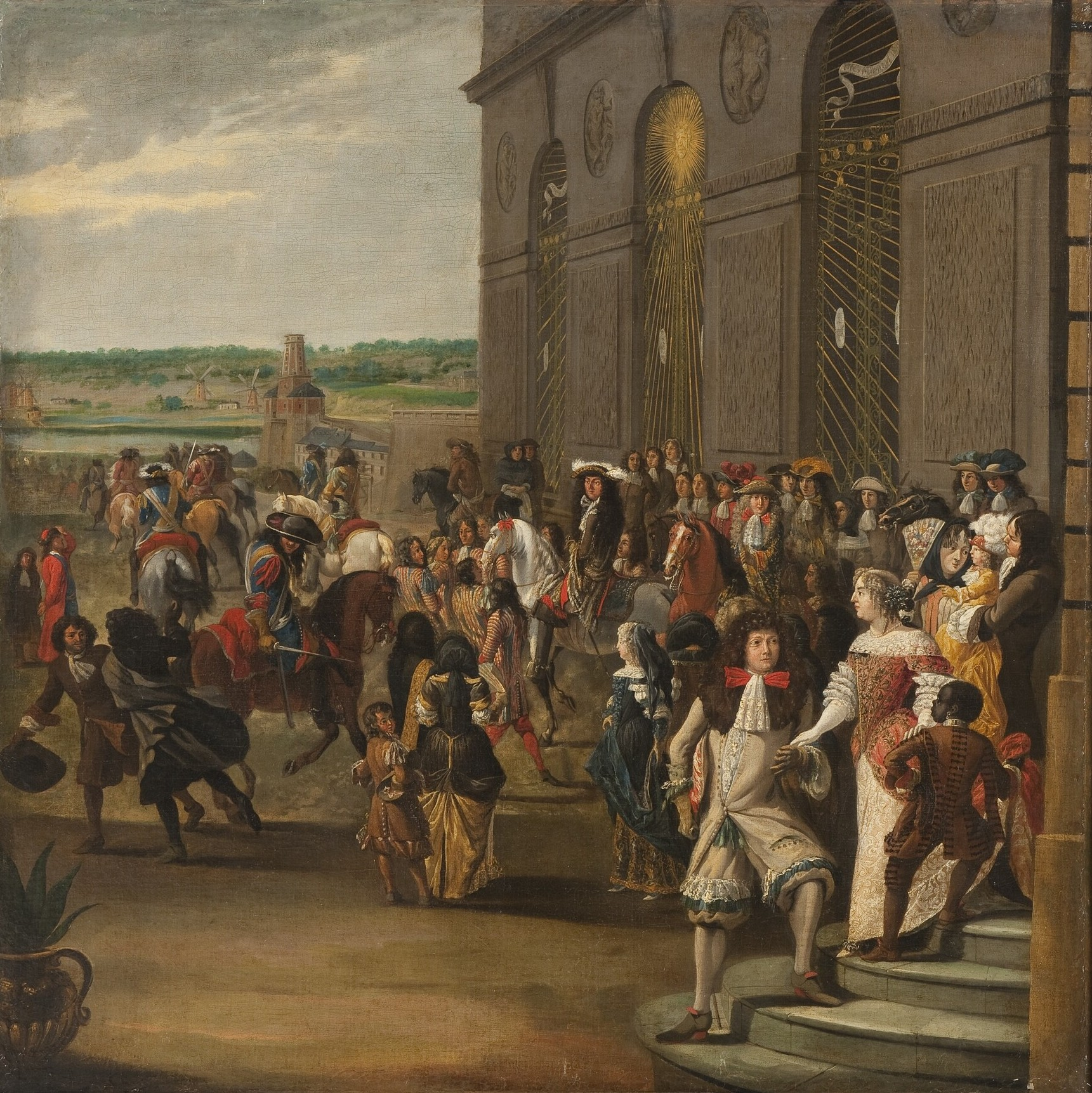
Louis XIV, à cheval, devant la grotte de Téthys dans les années 1670.

#### Grotte de Téthys
Débutée en 1664 et achevée en 1670, avec l’installation de statues par Girardon et Regnaudin, Gilles Guérin et les frères Marsy, la grotte devint un élément principal des jardins, en raison de sa symbolique et du rôle technique du bâtiment.
Symboliquement, la grotte de Téthys faisait allusion au mythe d’Apollon où, selon les Grecs, le dieu se reposait après avoir conduit son char, afin d’illuminer le ciel. La grotte était un bâtiment isolé, situé au nord du château. L’intérieur, décoré avec des motifs en coquillage afin de donner l'impression d'une grotte marine, comprenait un ensemble de statues qui représentait le dieu Soleil, soigné par des Néréides (le groupe central) et ses chevaux, soignés par des gardiens de Téthys (les deux groupes auxiliaires). À l'origine, les statues étaient disposées en trois niches dans la grotte et entourées par des fontaines et jets d’eau.
Techniquement, la grotte de Téthys joua un rôle crucial dans le système hydraulique qui fournissait l’eau aux jardins. Le toit de la grotte soutenait un réservoir qui gardait l’eau, pompée de l'étang de Clagny, afin d’alimenter par gravité les fontaines des jardins.

#### Bassin de Latone (mère d'Apollon)
Situé sur l’axe est-ouest, un peu à l'ouest et sous le parterre d’Eau, se trouvait le premier bassin de Latone. Conçu par André Le Nôtre et construit entre 1668 et 1670, la fontaine représentait un épisode tiré des « Métamorphoses » d’Ovide. Latone et ses enfants, Apollon et Diane, en haut du bassin, étaient tourmentés par des jets de boue lancés par des paysans Lyciens, qui refusaient de leur permettre de boire à leur étang. Elle fit appel à Zeus qui répondit en transformant les Lyciens en grenouilles. On choisit cet épisode mythologique en raison de l'allusion aux révoltes de la Fronde, qui éclatèrent pendant la minorité de Louis XIV.

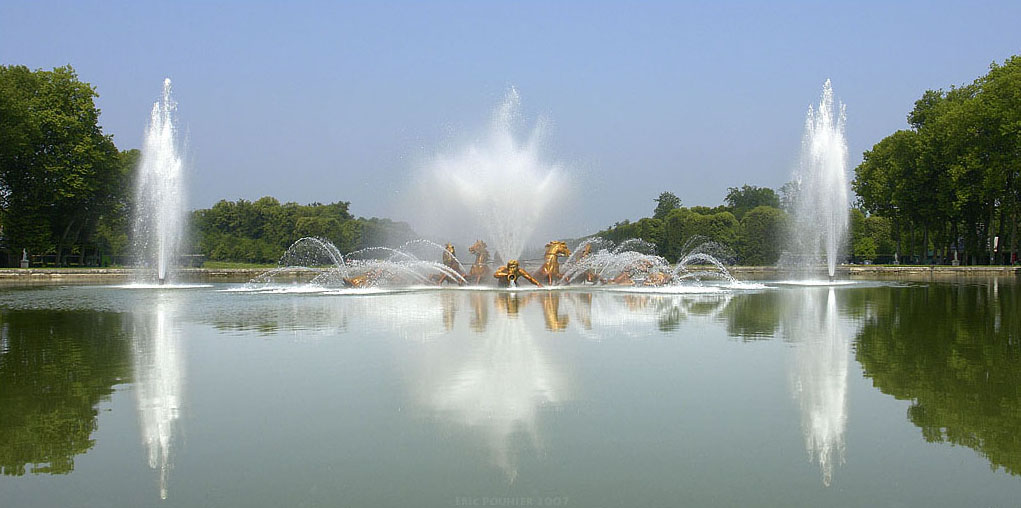
Bassin d'Apollon.

#### Bassin d’Apollon
Un peu plus loin sur l’axe est-ouest, se trouvait le bassin d'Apollon (bassin des chars d'Apollon émergeant des eaux). Occupant l’ancien emplacement du Rondeau (également dit bassin des Cygnes) de Louis XIII, la fontaine d’Apollon, qui fut construite entre 1668-1671, représentait le dieu conduisant son char afin d’illuminer le ciel. Le bassin et la fontaine formaient un point de convergence dans les jardins et servaient d'élément transitionnel entre les jardins du Petit Parc et le Grand Canal.

#### Grand Canal

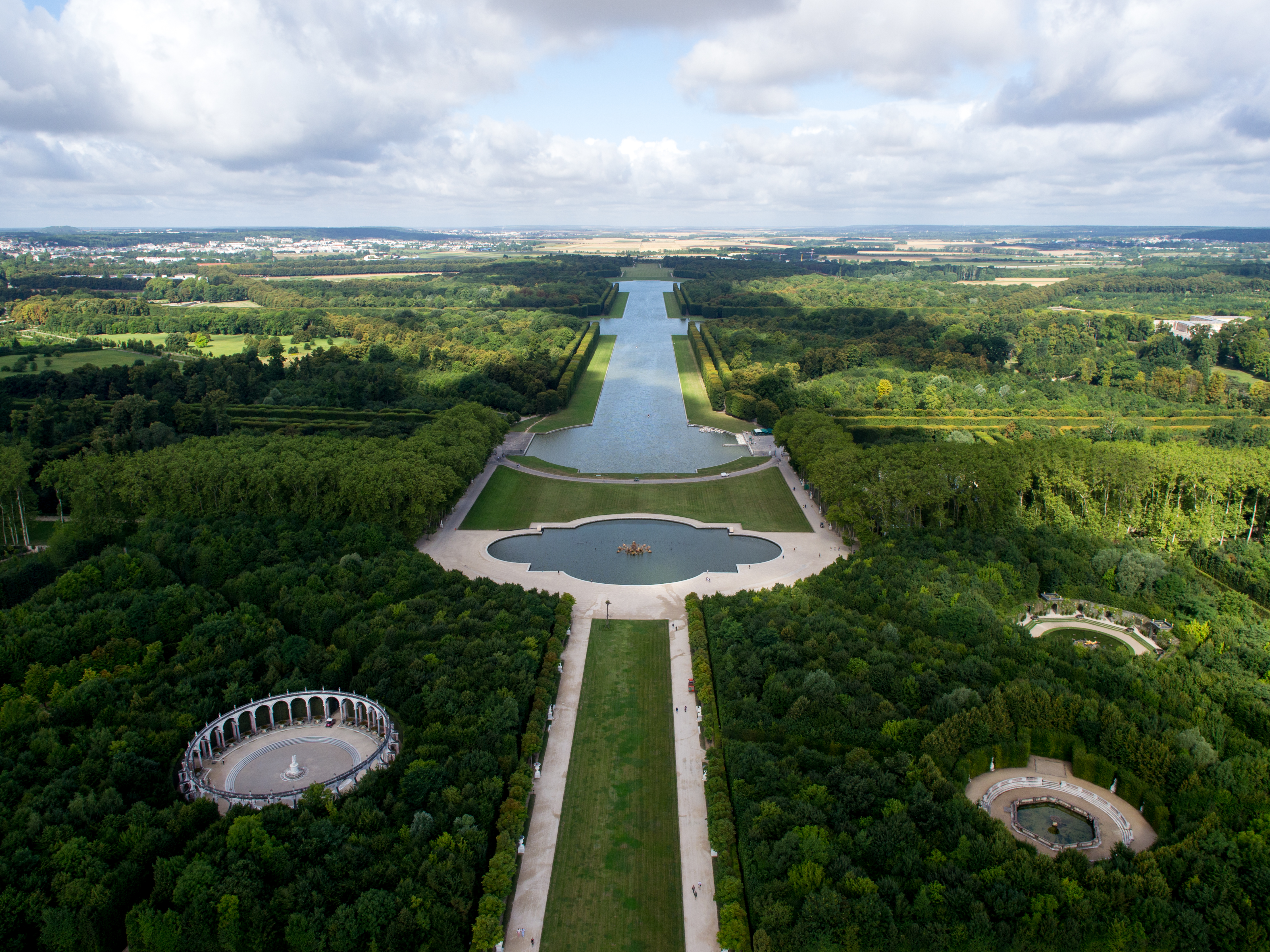
Le grand canal, dans l'extrémité ouest du jardin.

Avec une longueur de 1 500 mètres et une largeur de 62 mètres, le Grand Canal, qui fut construit entre 1668 et 1671, prolonge physiquement et visuellement l’axe est-ouest jusqu'à l'enceinte du Petit Parc. Sous l’Ancien Régime, le Grand Canal était utilisé pour des divertissements en bateaux. En 1674, à la suite d’une série de négociations diplomatiques réussies, Louis XIV commanda la construction de la « Petite Venise ». Située à la jonction du bras transversal septentrional du Grand Canal, celle-ci abritait les yachts et les Caravelles reçus des Pays-Bas et hébergeait les gondoliers et leurs gondoles, reçus comme cadeaux de la part du doge de Venise, d'où l’origine du nom.
Au-delà des exigences décoratives et ludiques de l'aspect du jardin, le Grand Canal jouait également un rôle pratique. En effet, situé à un point bas dans les jardins, le Grand Canal recevait l’eau qui s’écoulait des fontaines en amont. Cette eau était alors pompée grâce à un réseau de pompes actionnées par des moulins à vent ou à chevaux, puis renvoyée au réservoir placé sur le toit de la grotte de Téthys, afin de réalimenter les fontaines. Le système hydraulique fonctionnait alors en circuit fermé.

#### Parterre d’Eau

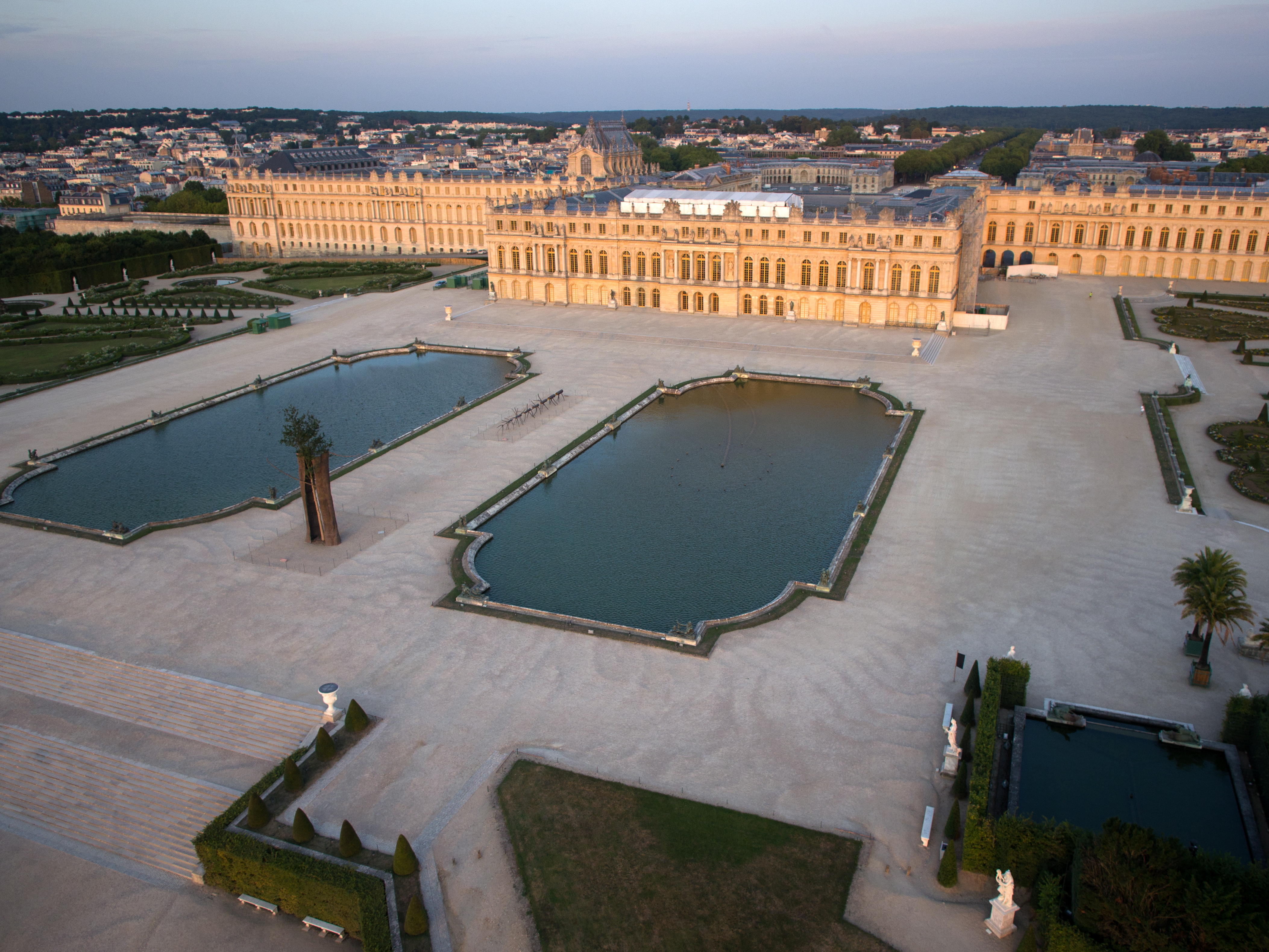
Le parterre d'eau, devant la façade ouest du château.

Au-dessus de la fontaine de Latone, se trouve la terrasse du château, dite le parterre d’Eau. Formant un élément transitionnel sur l’axe est-ouest entre le château et les jardins en contrebas, le parterre d’eau se manifeste comme lieu où la symbolique des grands appartements se réunit avec celle des jardins. Sous le parterre, des réservoirs de stockage permettent l'alimentation des bassins et fontaines.

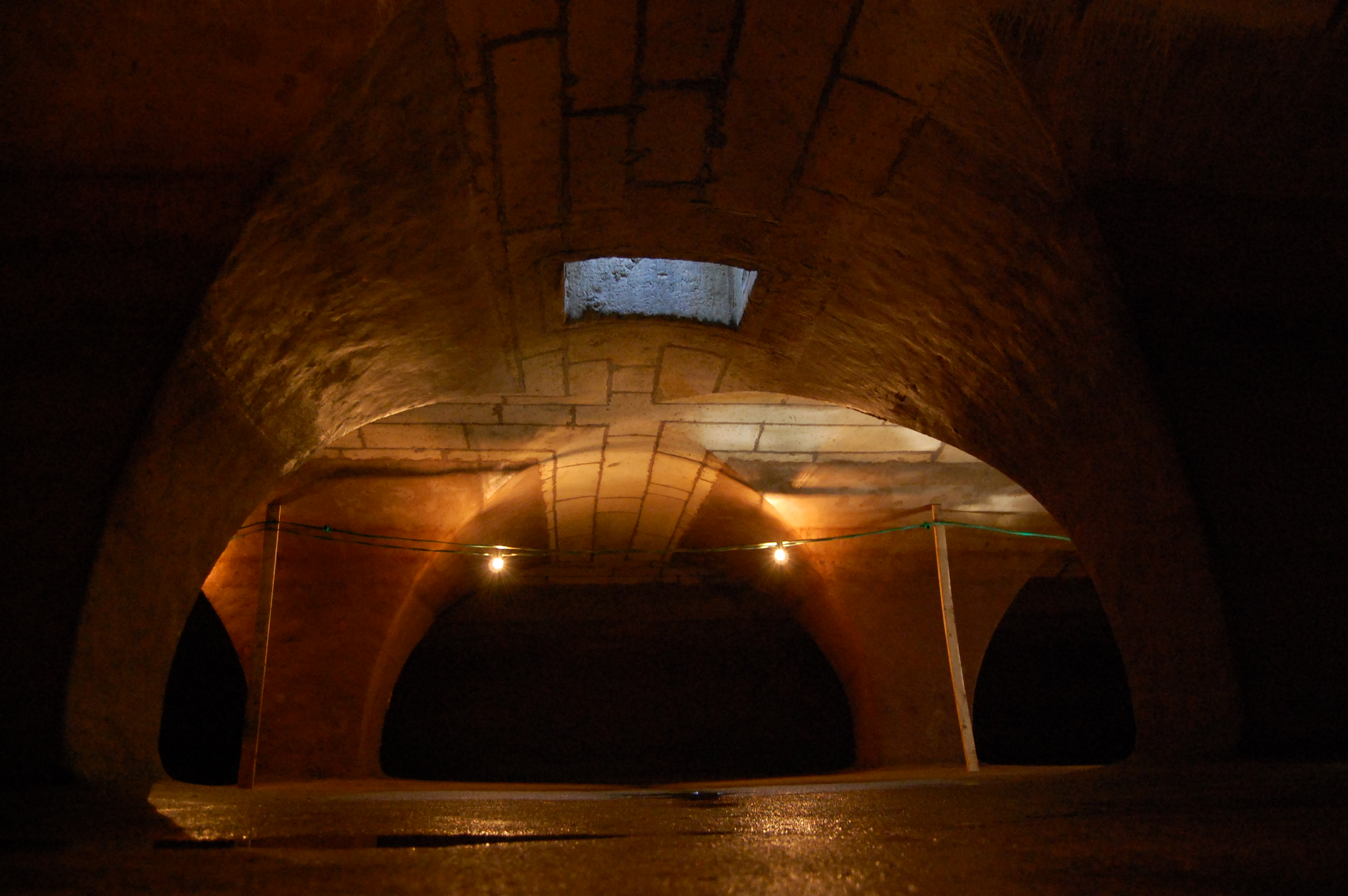
Les réservoirs sous le parterre, vides, à l'occasion de leur visite de contrôle.

En 1674, Louis XIV commanda un ensemble de statues, à l'origine prévues comme éléments décoratifs pour les fontaines du parterre d’Eau. La « Grande Commande » se composait de 24 statues représentant les quaternités classiques. Conçue par Charles Le Brun et exécutée par les meilleurs sculpteurs de l’époque, la Grande Commande comprenait :
- les quatre éléments : la Terre, l’Air, l’Eau, le Feu ;
- les quatre parties du monde l’Europe, l’Afrique, l’Asie, l’Amérique ;
- les quatre saisons : le Printemps, l’Été, l’Automne, l’Hiver ;
- les quatre heures du Jour : le Point du Jour, l'Heure de Midi, le Soir, la Nuit ;
- les quatre tempéraments de l'homme : Le Mélancolique, Le Colérique, Le Flegmatique, Le Sanguin ;
- les quatre genres poétiques : le Poème pastoral (réalisé par Pierre Granier), le Poème satyrique, le Poème héroïque, le Poème Lyrique.

Huit statues supplémentaires étaient prévues, mais seules trois groupes d'enlèvements furent réalisés :
- l'Enlèvement d'Orithye par Borée, de Gaspard Marsy et Anselme Flamen, allégorie de l'Air ;
- l'Enlèvement de Cybèle par Saturne, de Thomas Regnaudin, allégorie de la Terre ;
- l'Enlèvement de Proserpine par Pluton, de François Girardon, allégorie du Feu.

Finalement, l’ensemble de ces statues fut dispersé dans le jardin et le parterre d'eau agrémenté de statues représentant les quatre grands fleuves français et leur principal affluent, ainsi que des groupes de figures.

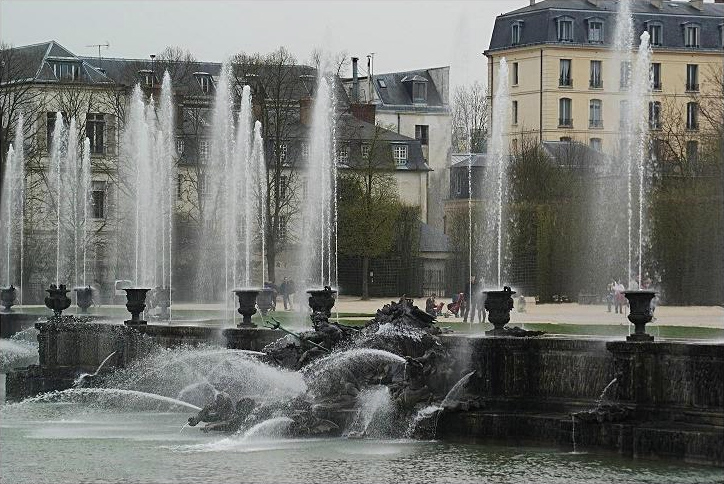
Bassin de Neptune, état actuel.

#### Bassin de Neptune
En 1676, le bassin des Sapins[réf. souhaitée], qui se situait au nord du château, sous le parterre du Nord et l'allée des Marmousets, fut conçu sur l’axe nord-sud comme un pendant à la pièce d’eau des Suisses, située au pied de la colline de Satory, au sud du château. Plus tard, des changements transformèrent le bassin des Sapins en bassin de Neptune.
En 1679, le bassin est creusé et en 1682, les premiers vases sont mis en place. Les eaux y jouent pour la première fois en mai 1685.
Ce n'est que sous Louis XV, que seront installés les deux dragons, ainsi que les groupes sculptés de Neptune et Amphitrite.

Pour dix minutes de spectacles, la consommation d'eau est de 2 000 m3.

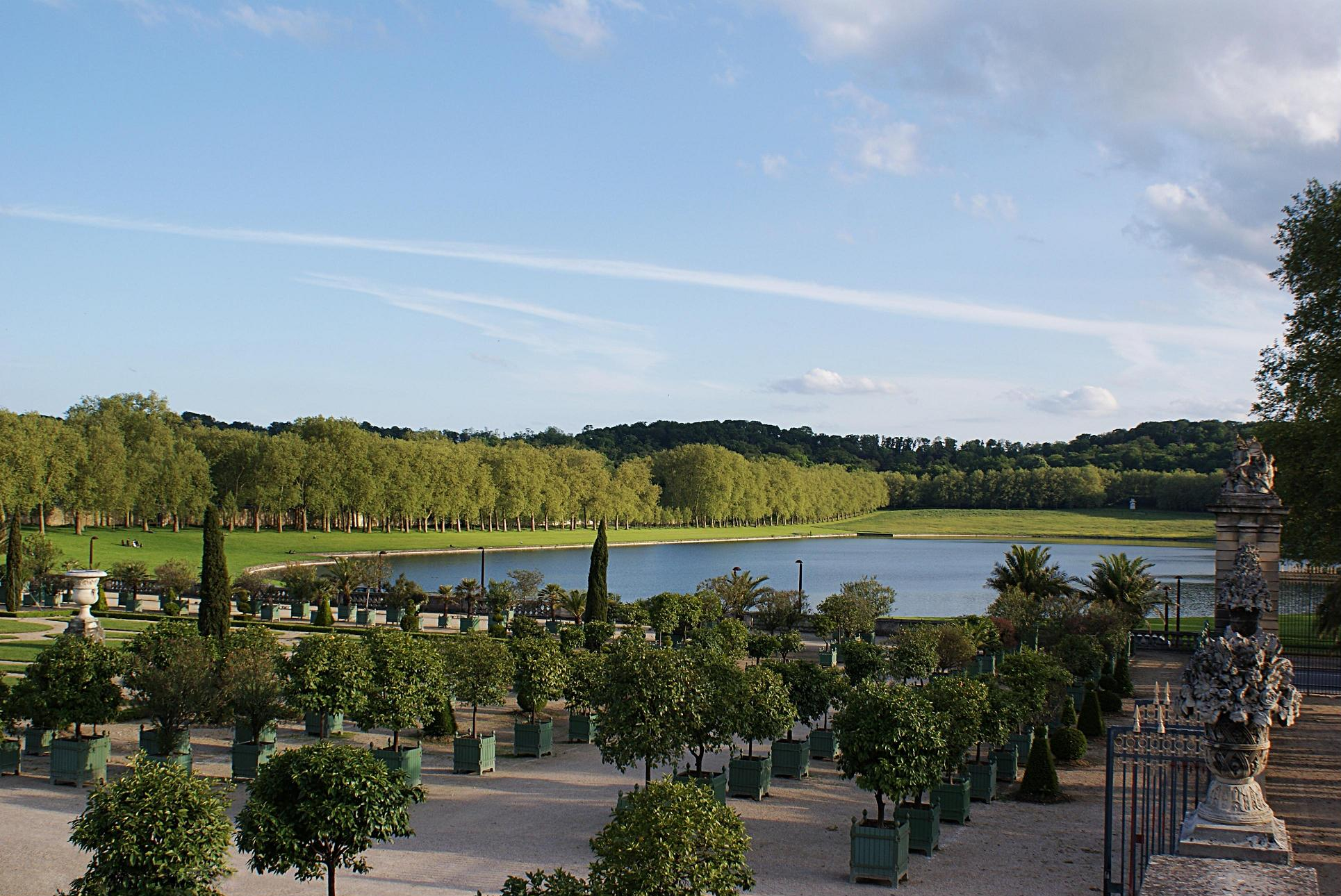
La pièce d'eau des Suisses vue depuis l'orangerie.

#### Pièce d’eau des Suisses
Creusée en 1678, la pièce d'eau des Suisses – nommée d'après les Gardes suisses qui la creusèrent – se situait dans une région marécageuse, au sud du château. Cet élément d’eau, d'une superficie supérieure à 15 hectares, est le plus vaste à Versailles, après le Grand Canal.

#### La perfection des bosquets
Un des plus remarquables aspects des jardins du deuxième agrandissement, est le foisonnement des bosquets. Agrandissant le dispositif établi lors de la première campagne d’agrandissement, Le Nôtre ajouta ou agrandit pas moins de dix bosquets. La chronologie se présente comme suit :

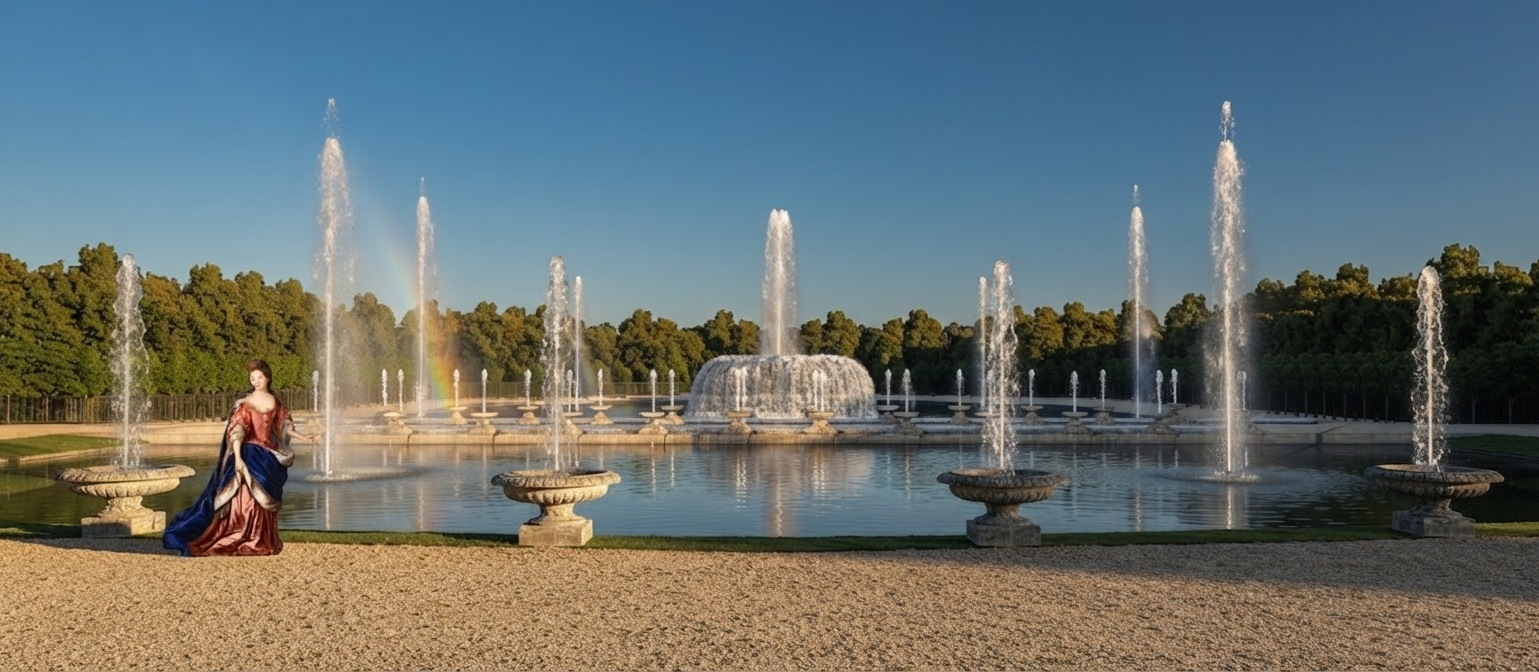
Jardins de Versailles, restitution du Miroir d'eau.

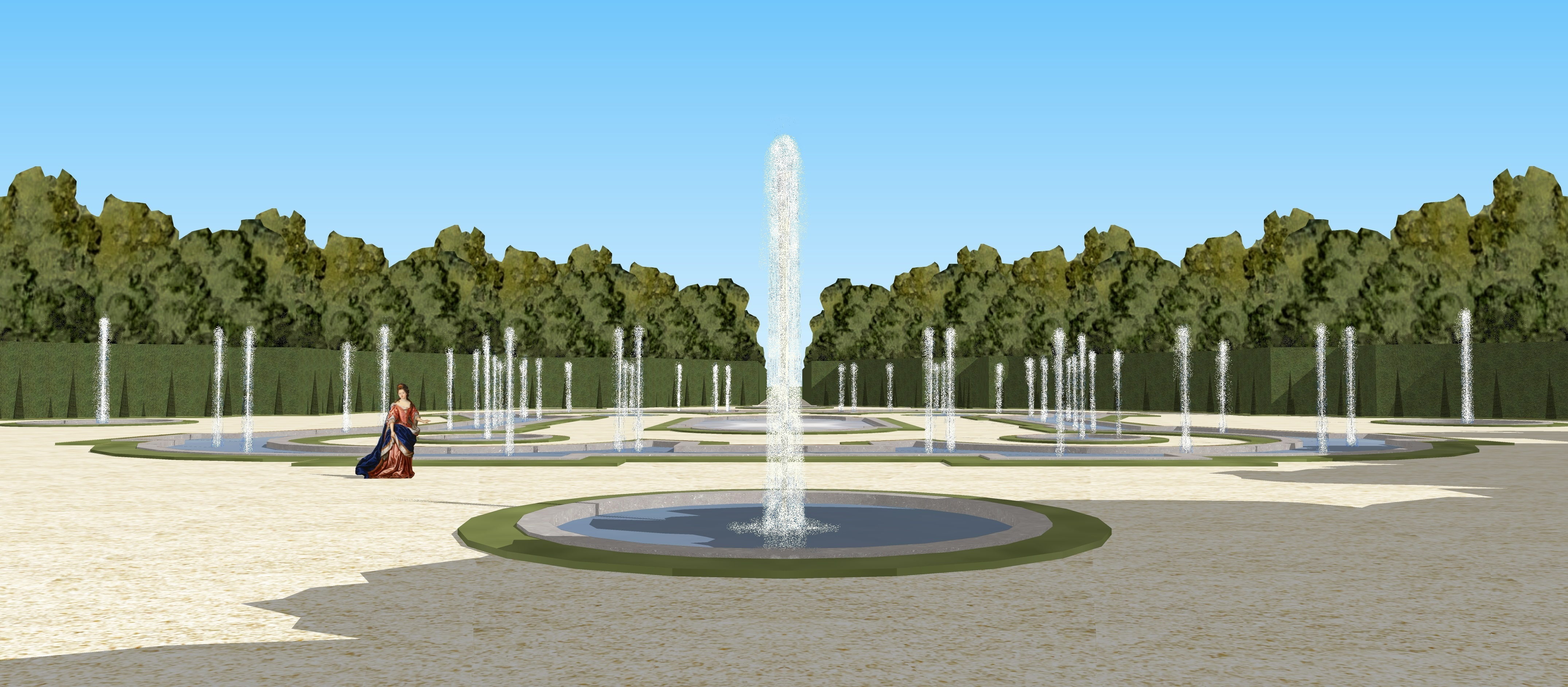
Restitution de la vue depuis l'entrée de la salle des festins, jardins du château de Versailles, XVIIe siècle.

- 1670

Bosquet du Marais
- 1671

Bosquet du Théâtre d'eau
Île du Roi & miroir d'eau
Salle des Festins ou salle du Conseil
Bosquet des Trois-Fontaines
- 1672

Labyrinthe de Versailles
Bosquet de l'Arc-de-Triomphe
- 1675

Bosquet de Renommée (dit aussi bosquet des Dômes)
Bosquet de l'Encelade
- 1678

Bosquet des Sources
Outre l’agrandissement des bosquets existants et la construction des nouveaux, deux projets supplémentaires se précisèrent à cette époque : le bassin des Sapines et la pièce d’Eau des Suisses.

### Louis XIV: troisième agrandissement

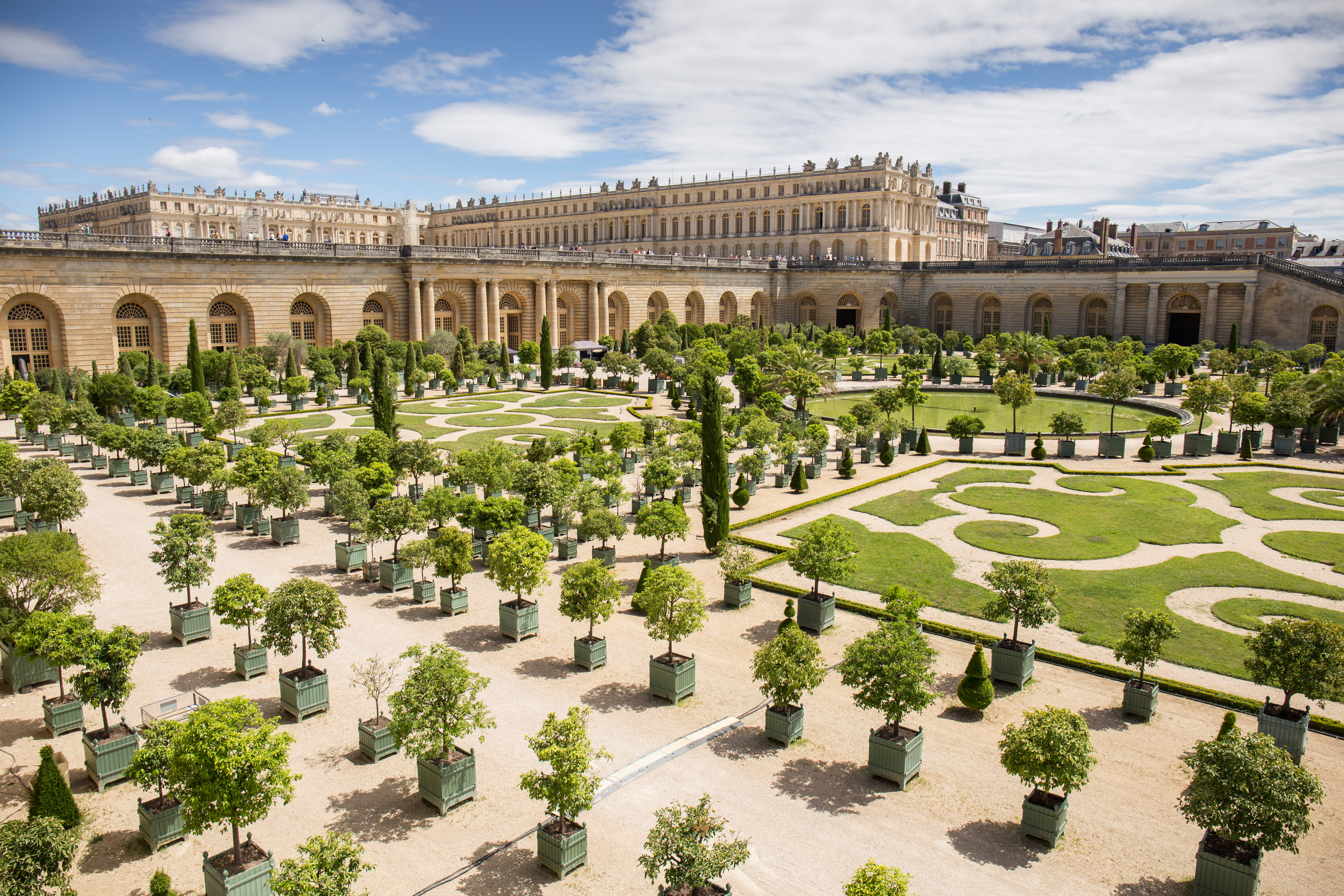
L'Orangerie.

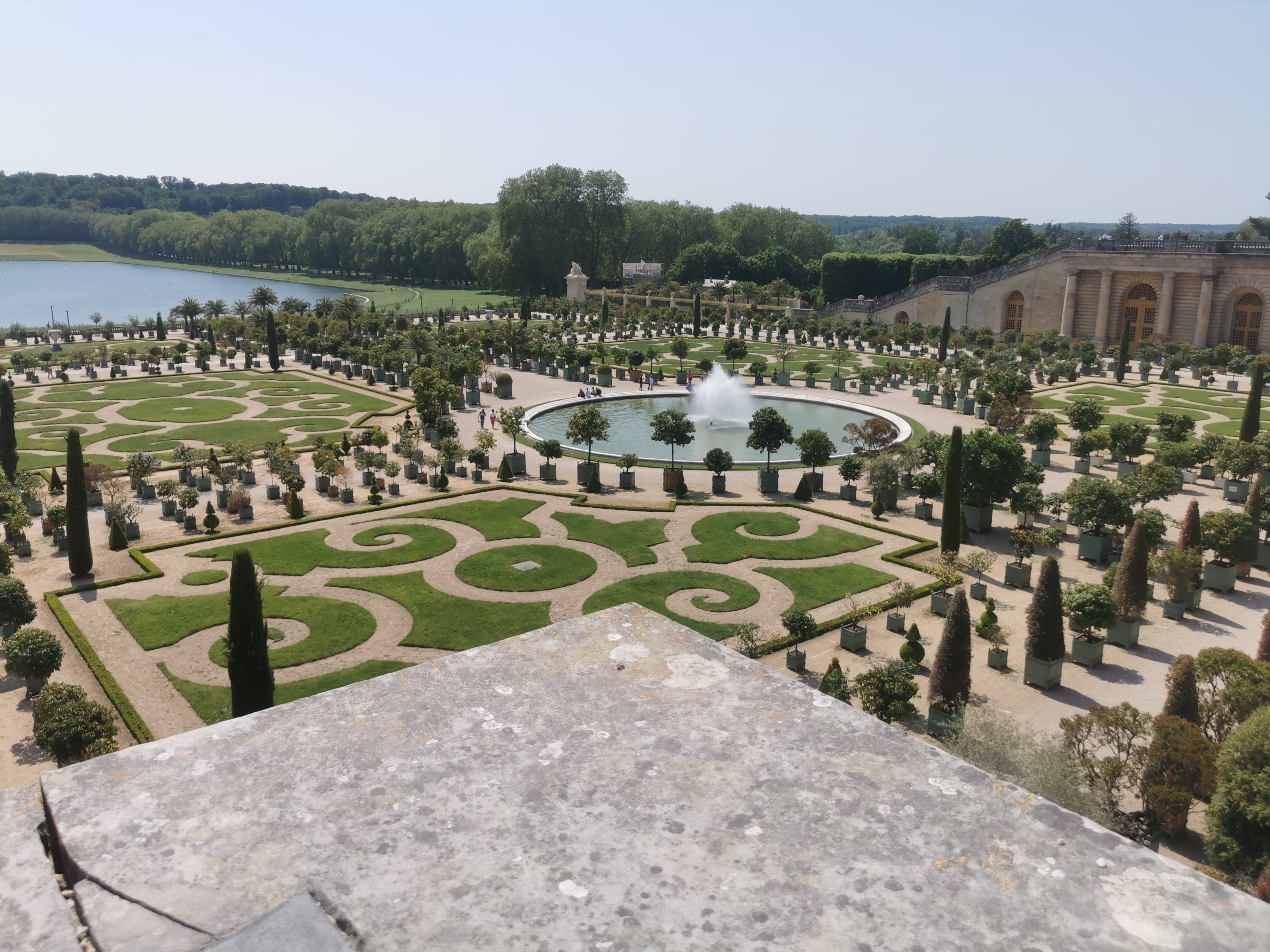
L'Orangerie en mai 2023

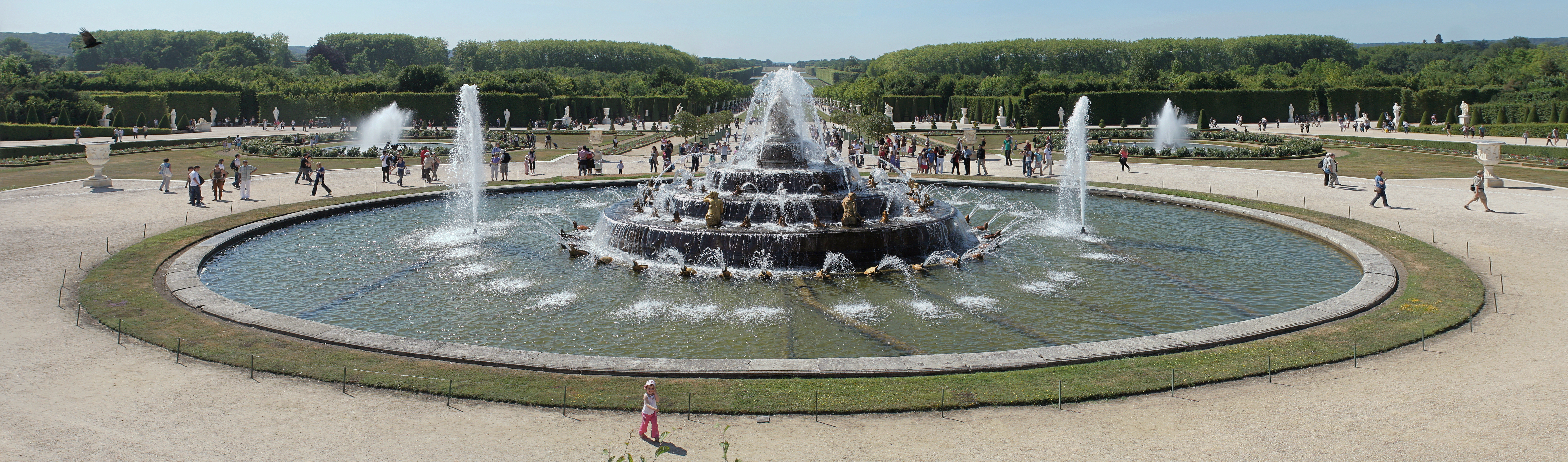
Le bassin de Latone.

À peine fut aménagé le deuxième agrandissement, que Louis XIV commanda de nouveaux agrandissements du château et des jardins. Alors que le deuxième agrandissement se caractérise par un foisonnement des bosquets, le troisième se distingue par un changement stylistique, opposant l’esthétique naturelle d'André Le Nôtre à l’esthétique architectonique de Jules Hardouin-Mansart.
Les changements topologiques qui se produisent à cette époque sont :
- 1680

Tapis vert – La superficie étendue de pelouse entre le bassin de Latone et le bassin d’Apollon atteint sa définition finale à cette époque, sous la direction d’André Le Nôtre.
- 1684

Le parterre d’Eau – Sous la direction de Jules Hardouin-Mansart, le parterre d’eau est remanié. Les statues de la Grande Commande sont déplacées ailleurs dans les jardins. Les deux bassins octogonaux qu’on y trouve aujourd’hui furent construits et décorés à cette époque, avec des statues en bronze représentant les fleuves de France.

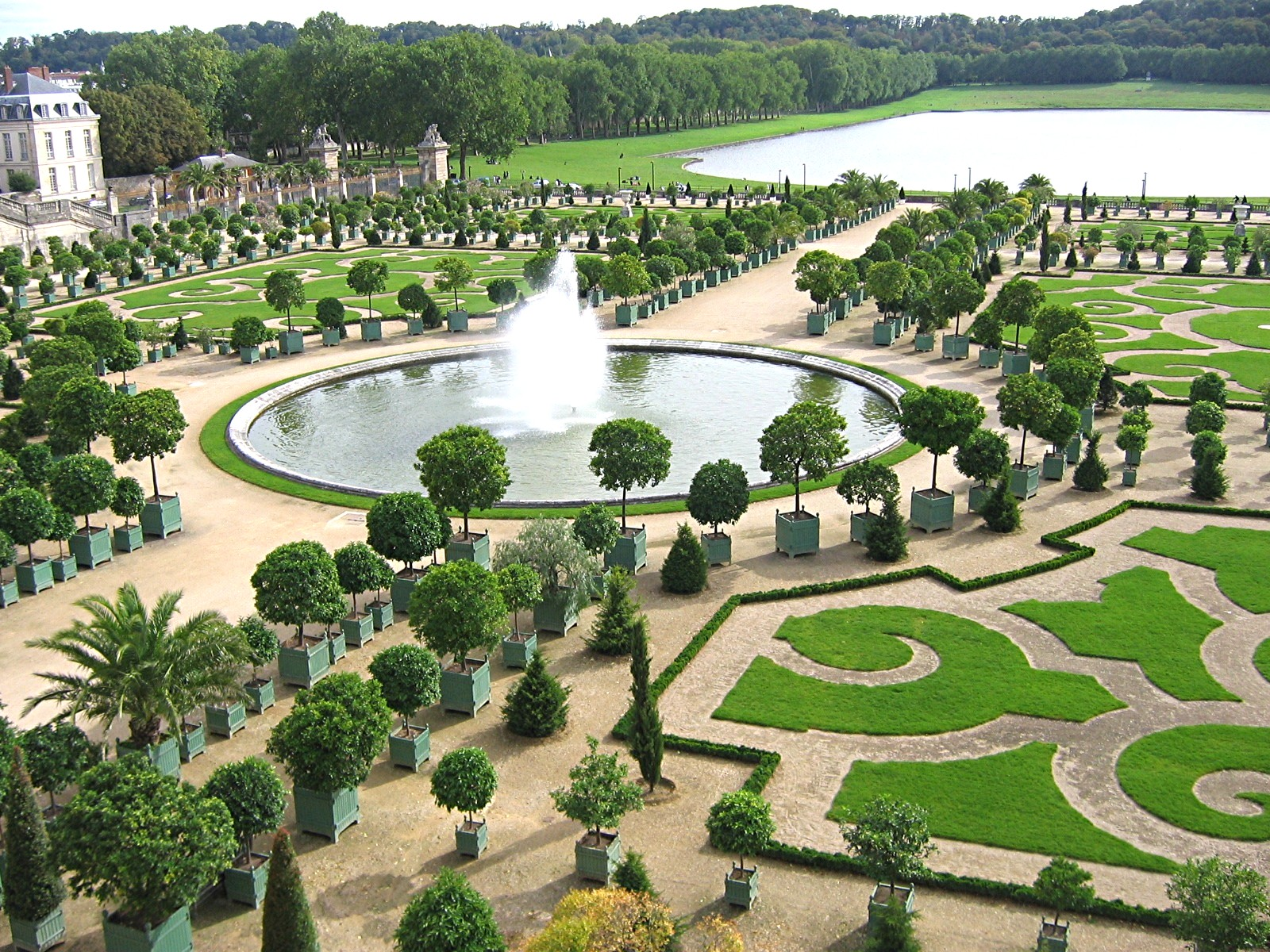
L’Orangerie du château de Versailles avec la pièce d’eau des Suisses, à l’arrière-plan.

L’Orangerie – Au sud du parterre d’Eau, l’orangerie de Louis Le Vau est détruite, afin d’adapter l’endroit pour une nouvelle structure, conçue par Hardouin-Mansart. Outre l’Orangerie, l’Escalier des Cent Marches, qui facilite l'accès aux jardins du sud et à la pièce d’eau des Suisses, et le parterre du Midi sont conçus et construits à cette époque, donnant aux jardins sud du château leur configuration et leur décoration actuelles.
Cette même année, la grotte de Thétys est détruite, préalablement à la construction de l’Aile des Nobles.
- 1685-1686

Avec la construction de l’aile nord du château, le parterre nord est remanié, afin de répondre à la nouvelle architecture de cette partie du château. Pour compenser la perte du réservoir de la grotte de Thétys et satisfaire les demandes accrues en eau, Jules Hardouin-Mansart conçoit de nouveaux réservoirs, plus grands, au nord de l’aile des Nobles.
- 1686-1687

Sous la direction de Jules Hardouin-Mansart, le bassin de Latone est remanié. C’est son œuvre que l’on peut aujourd’hui admirer.

#### Bosquets du troisième agrandissement
Lors du troisième agrandissement, trois bosquets conséquents sont conçus ou remaniés :
- 1680

La Galerie des Antiques – Conçue en lieu et place du bosquet antérieur (et de courte longévité) de la Galerie d’Eau (1678). Le bosquet est pensé comme un genre de galerie à ciel ouvert, dans laquelle étaient exposées des statues antiques et des copies, acquises par l’Académie de Rome.
- 1681-1683

La salle de Bal – Construite dans une partie isolée des jardins, dans laquelle une cascade – l’unique exemplaire survivant à Versailles – formait le décor de ce bosquet, elle servait aux divertissements consacrés à la danse.
- 1684-85

La Colonnade – De Jules Hardouin-Mansart, elle est dressée à l'emplacement du Bosquet des Sources, d’André Le Nôtre. Ce péristyle circulaire, formé de 32 arcs, avec 28 fontaines, est l’expression la plus architectonique d’Hardouin-Mansart à Versailles.

### Louis XIV: quatrième agrandissement
Peu après la promulgation des traités de Ryswick en 1697, qui mirent fin à la guerre de la Ligue d'Augsbourg, Louis XIV et la France y furent confrontés à nouveau, au détriment de Versailles. En effet, la guerre de Succession d’Espagne diminua l’attention de Louis XIV pour Versailles : jusqu’en 1704, aucune modification importante des jardins ne fut réalisée. Entre 1704 et 1709, des bosquets furent remaniés – certains assez radicalement –, parfois même renommés, suggérant la nouvelle austérité qui caractérisa les dernières années du règne de Louis XIV.
Le 1er septembre 1715, Louis XIV mourut à Versailles et son arrière-petit-fils de 5 ans lui succéda, sous le nom de Louis XV. Une fois la dépouille mortelle du Roi Soleil enlevée pour son enterrement à Saint-Denis, Louis XV, sous la protection du régent, Philippe II d’Orléans, et la cour se retirèrent à Vincennes. L’avenir de Versailles entra dans une ère d’incertitude.

### Louis XV
En 1722, Louis XV et la cour retournèrent à Versailles. Semblant prêter attention à l’admonestation de son arrière-grand-père de ne pas s’engager dans des campagnes de construction coûteuse, Louis XV évita les projets tels qu'en avait fait exécuter Louis XIV. Les seuls projets d'ampleur de Louis XV dans le château furent l’achèvement du salon d’Hercule (1736), l’Opéra (1770) et la redécoration des Petits Appartements du Roi. Aux jardins, le seul agrandissement notable fut l’achèvement du bassin de Neptune, avec l’addition des statues (1738-1741).
Plutôt que de dépenser des ressources à la modification des jardins, Louis XV – un botaniste avide – consacra ses efforts à Trianon. Dans le secteur maintenant occupé par le Hameau de la reine, Louis XV fit installer et entretenir des jardins botaniques. En 1750, année de création des jardins botaniques, Claude Richard (1705-1784) – le Jardinier-Fleuriste – prit en charge l’administration de ces jardins.

En 1761, Louis XV passa commande à Ange-Jacques Gabriel, de l'édification du Petit Trianon, en tant que résidence qui lui permettrait de passer plus de temps près de ses jardins botaniques. Ce fut au Petit Trianon que Louis XV contracta la petite vérole. Le 10 mai 1774, Louis XV mourut à Versailles, mais le château et ses jardins entrèrent bientôt dans une nouvelle ère de changement.

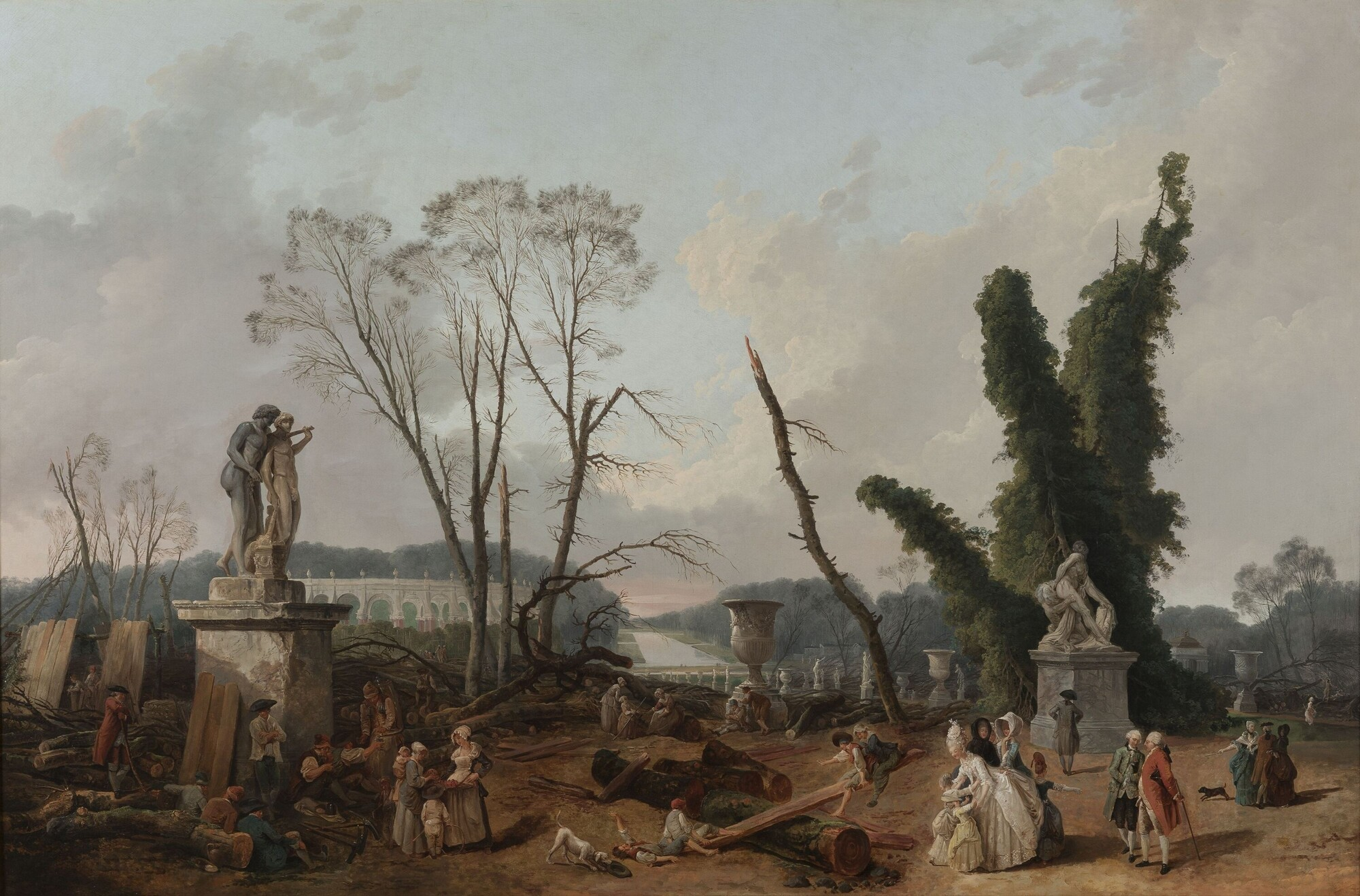
L'entrée du Tapis vert au moment des grands travaux d'élagage de 1774-1775 ordonnés par Louis XVI.

### Louis XVI

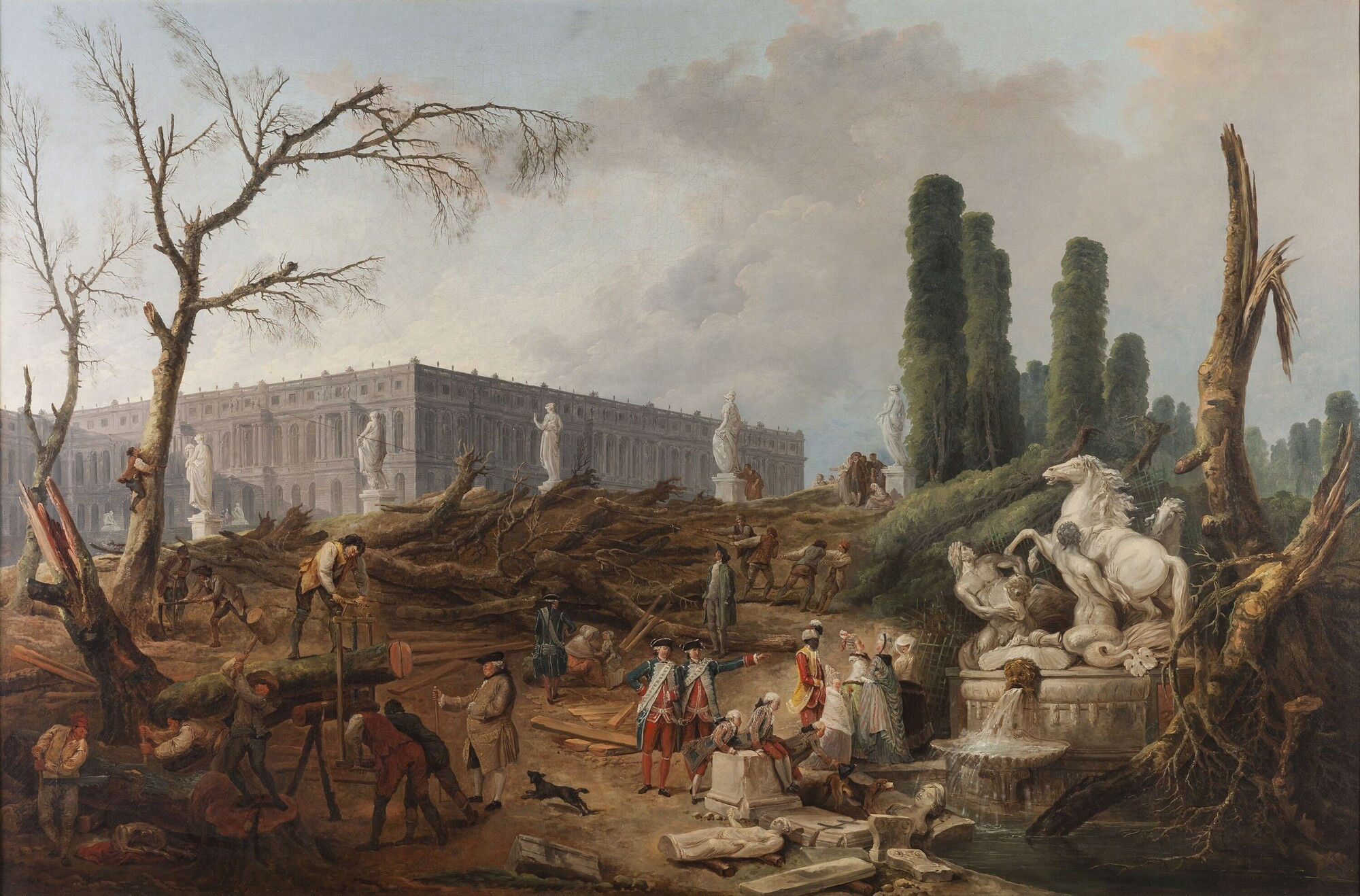
Le bosquet des bains d'Apollon vers 1775, au moment des travaux ordonnés par Louis XVI.

Avec l’avènement de Louis XVI, les jardins subirent des transformations évoquant le quatrième agrandissement de Louis XIV. Engendré par les Philosophes – et surtout les rationalisations de Jean-Jacques Rousseau – l’hiver de 1774-1775 vit une replantation totale des jardins. Des arbres et des arbustes datant du règne de Louis XIV furent abattus ou déracinés avec l’intention de transformer les jardins français de Le Nôtre et Hardouin-Mansart en jardins à l'anglaise.

La tentative de Le Nôtre pour convertir à l’anglaise son précédent chef-d’œuvre n'aboutit cependant pas. En raison de la topologie du domaine, la transformation à l'anglaise des jardins – caractérisée par une topologie et des formes irrégulières, véritable antithèse aux jardins à la française – fut abandonnée et les jardins replantés à la française. Cependant, Louis XVI, tout en gardant un œil sur les dépenses à Versailles, fit retirer les palissades qui formaient alors les « murs » des salles vertes des bosquets et les fit remplacer par des tilleuls ou des marronniers. Par ailleurs, certains bosquets, datant de l’époque du Roi Soleil, furent radicalement modifiés ou détruits définitivement. La contribution aux jardins la plus importante pendant le règne de Louis XVI fut la création de la grotte des Bains d’Apollon. La grotte en rocaille, placée dans un bosquet à l’anglaise et qui hébergeait les statues provenant de la grotte de Thétys, devint le chef-d’œuvre de Hubert Robert.

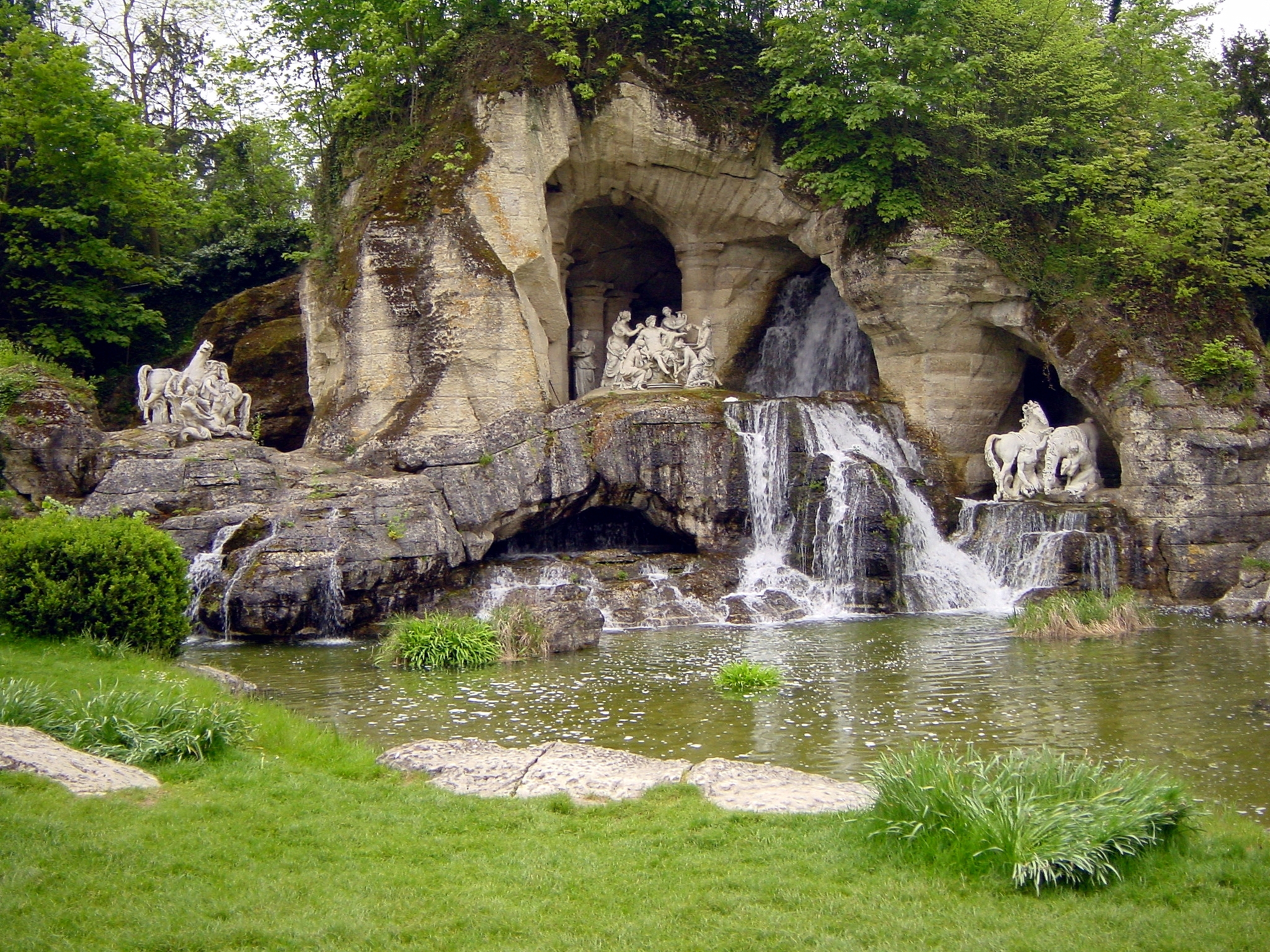
Grotte des Bains d’Apollon avec les statues provenant de la grotte de Thétys.

Avec le départ de la famille royale de Versailles le 7 octobre 1789, le sort du château et des jardins fut loin d'être certain.

### La Révolution
En 1792, par ordre de la Convention nationale, certains arbres des jardins furent abattus, alors que certaines parties du Grand Parc étaient vendues. Entrevoyant une menace potentielle sur les jardins de Versailles, Louis Claude Marie Richard (1754-1821) – directeur des jardins botaniques et petit-fils de Claude Richard – fit pression sur le gouvernement révolutionnaire afin de sauvegarder les jardins. Il y parvint en empêchant un morcellement plus poussé du Grand Parc, et les menaces de destruction du Petit Parc furent levées par des recommandations, permettant que les parterres puissent être replantés en potagers, et les vergers transformés en espaces publics. Heureusement, ces plans ne virent jamais le jour, mais les jardins s’ouvrirent à tous. Il ne fut pas rare alors de voir des gens occupés à faire leur lessive dans les fontaines, le linge étalé sur des arbustes pour sécher.

### NapoléonIer
L’ère napoléonienne ignora globalement Versailles. Dans le château, un appartement fut néanmoins aménagé pour l’impératrice Marie-Louise, tandis que dans les jardins, seul un abattage catastrophique des arbres aux bosquets de l’Arc de Triomphe et des Trois-Fontaines fut notable. À la suite de l’érosion massive du sol, il fut malgré tout nécessaire de replanter de nouveaux arbres.

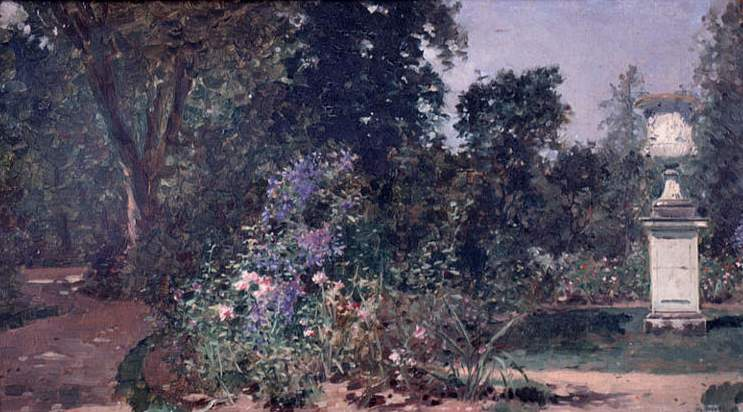
« Versailles, le jardin du Roi », par Raimundo de Madrazo y Garreta, 1914.

### La Restauration
Avec la chute du Premier Empire et la Restauration des Bourbons, en 1814, les jardins de Versailles virent les premières modifications importantes depuis la Révolution. En 1817, Louis XVIII ordonna que deux bosquets – le bosquet de l’Île du Roi et le Miroir d’Eau – fussent transformés en jardin à l’anglaise, pour devenir Le Jardin du Roi.

### La monarchie de Juillet et le Second Empire
Bien que beaucoup des intérieurs du château furent irrémédiablement remaniés, afin d’installer le musée de l’Histoire de France de Louis-Philippe, les jardins, quant à eux, restèrent quasiment inchangés. Pour la visite d’État de la reine Victoria et du prince Albert en 1855, les jardins furent transformés pour accueillir une fête qui évoquait celles de Louis XIV. Napoléon III abandonna tout simplement Versailles, lui préférant le château de Compiègne.

### Pierre de Nolhac
Avec l’avènement de Pierre de Nolhac comme directeur du musée, une nouvelle ère de recherches historiques démarra à Versailles. Nolhac, archiviste avide et homme de lettres, commença à reconstituer l’histoire de Versailles, en conséquence de quoi il établit les critères à respecter par les projets de restauration et de préservation du château et des jardins. Ces critères sont toujours appliqués de nos jours.

### Les bosquets et «l’affaire de l’Apollon Perigrinator»
L’étude des bosquets de Versailles pose problème en raison des nombreux remaniements des jardins entre le XVIIe siècle et le XIXe siècle. « L’affaire de l’Apollon Perigrinator » est une preuve des changements – parfois radicaux – des bosquets.
En 1664, au nord du château, la grotte de Téthys fut construite comme élément technique et symbolique des jardins. Techniquement, la grotte, avec son réservoir, fournissait une partie de l’eau exigée par le fonctionnement des fontaines des jardins ; symboliquement, la grotte faisait le rapprochement entre le mythe d’Apollon et l'image publique de Louis XIV. La caractéristique principale de la décoration de la grotte était les groupes de statues d’Apollon et de ses chevaux, qui furent installés en 1672. Lorsqu’en 1684, la grotte fut détruite en prévision de la construction de l’aile des Nobles, les groupes sculptés furent replacés au « bosquet de la Renommée ».
Construit en 1675, ce bosquet comprenait une fontaine formée par une statue représentant la Renommée – d'où son nom. 

En 1684, il fut remanié afin d'accueillir les statues provenant de la grotte de Téthys. La statue de la Renommée fut retirée, celles d'Apollon et de ses chevaux placées sur des socles dont jaillissait de l’eau. Chaque groupe de statues était protégé par un baldaquin doré et finement ouvré. L'endroit ainsi réaménagé prit le nom de « bosquet des Bains d’Apollon » (à ne pas confondre avec l'actuel bosquet des Bains d'Apollon postérieurement nommé).
Le dernier déplacement du groupement d’Apollon date de 1778. 

Au début de son règne, Louis XVI ordonna un remaniement des jardins. Le bosquet du Marais, situé près du parterre de Latone, fut entièrement retravaillé pour accueillir ces statues de prestige. Hubert Robert conçut pour elles une grotte artificielle, au milieu d'un paysage verdoyant parsemé de cascades et petits bassins d’eau, dans le style anglo-chinois alors à la mode. Le bosquet du Marais devint alors le bosquet des Bains d’Apollon.

C'est dans ce chef-d’œuvre d’Hubert Robert qu'Apollon Perigrinator arriva en 1778, et c’est encore son emplacement d'aujourd’hui.

## Liste des bosquets

### Les deux bosquets symétriques: le bosquet du Dauphin et le bosquet de la Girandole

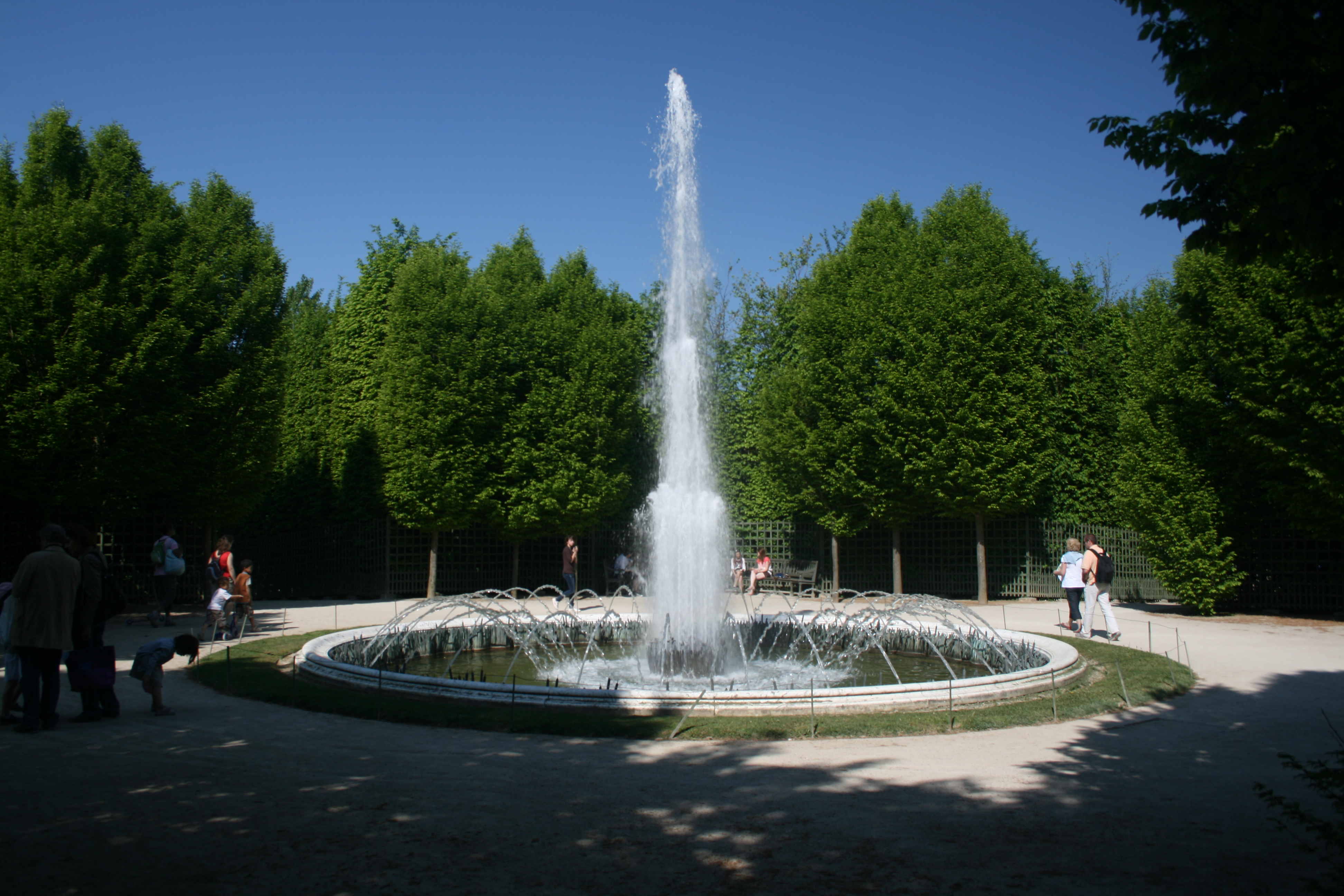
Bosquet de la Girandole, créé par Le Nôtre entre 1661 et 1663.

- 1663

Situés au nord et au sud de l’axe est-ouest, ces deux bosquets sont à l’origine conçus comme un réseau de chemins autour de quatre « salles de verdure », qui convergent vers une salle centrale, accueillant une fontaine.
- 1682

Le bosquet sud devient le bosquet de la Girandole, ainsi nommé en raison de la fontaine centrale et des jets d'eau qui jaillissent en rayonnant tout autour.
- 1696

Le bosquet nord devient le bosquet du Dauphin, en raison de la fontaine centrale en forme de dauphin.
- 1775
Les deux bosquets sont détruits pour faire place à des espaces plus ouverts. À cette époque, ils sont rebaptisés le quinconce du Nord et quinconce du Midi[13].

- 2000

Les deux bosquets sont restitués à la suite de l'ouverture progressive des bosquets au public.

### Bosquet des Dômes

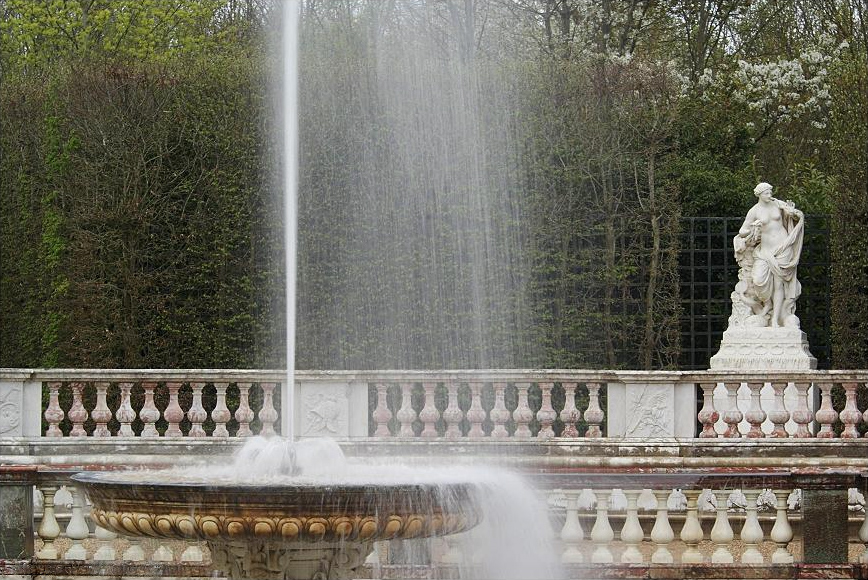
Bosquet des Dômes.

- 1675

Conçu par André Le Nôtre et initialement caractérisé par une statue de la renommée, donnant alors son nom au bosquet.
- 1684

Réaménagement du bosquet avec l’installation des statues provenant de la grotte de Thétys. Le bosquet est rebaptisé bosquet des Bains d’Apollon.
- 1700

Au début du XVIIIe siècle, les statues du Bosquet des Bains d’Apollon sont déménagées une fois de plus, à l’emplacement de l’ancien Bosquet du Marais (actuellement la Grotte des Bains d’Apollon). L’ancien Bosquet des Bains d’Apollon est quant à lui complètement réaménagé, avec deux pavillons en calotte du dôme, qui lui donnèrent son nom : Bosquet des Dômes.

### Bosquet du Labyrinthe (disparu)

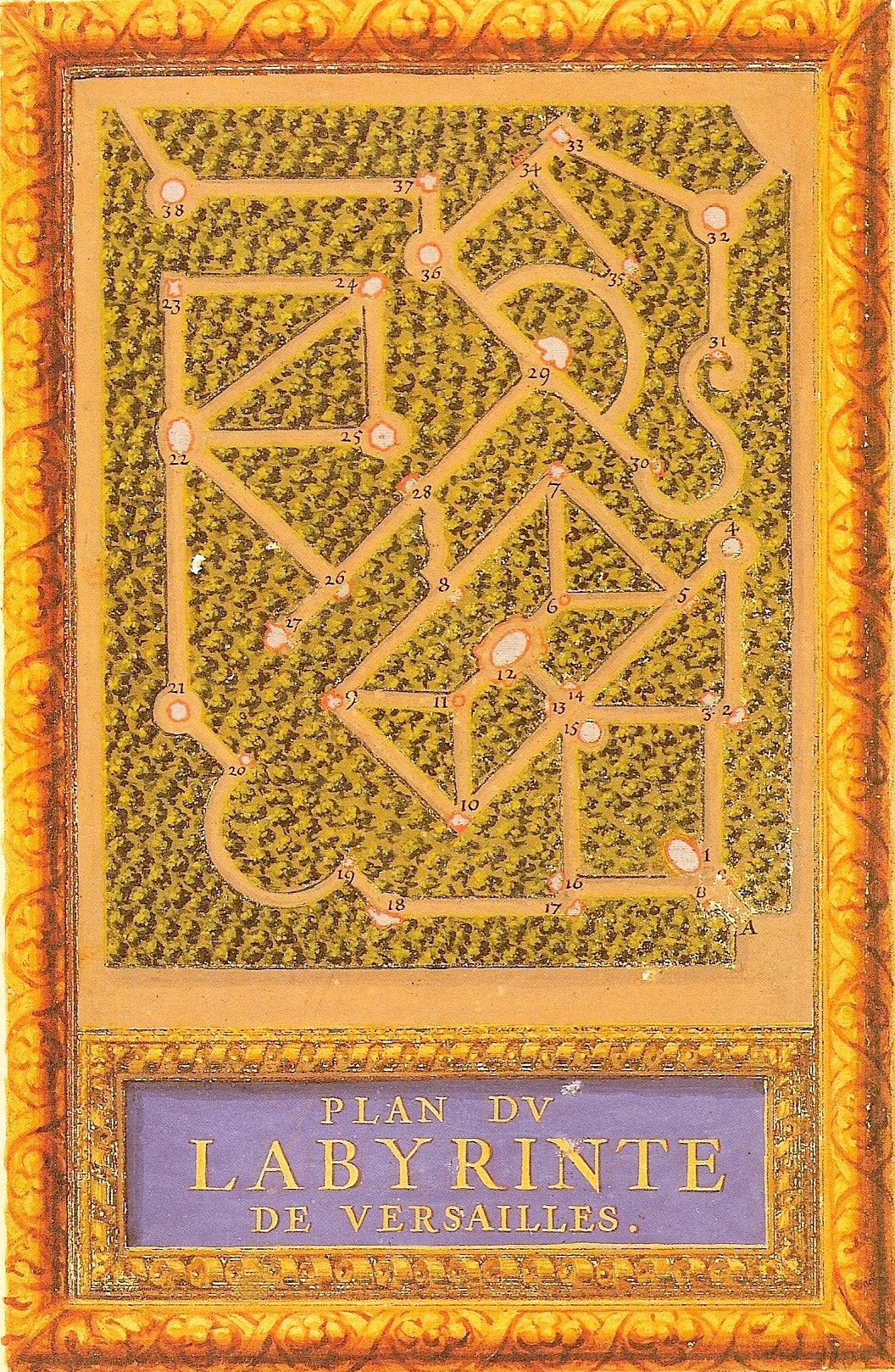
Gravure dans Labyrinthe de Versailles de Charles Perrault (1677).

- 1665

André Le Nôtre conçoit, au sud du parterre de Latone, près de l’orangerie, un labyrinthe, composé d’un réseau de chemins simples.
- 1672-1677

Charles Perrault, auteur des Contes de ma mère l’Oye, conseille à Louis XIV de repenser le Labyrinthe de manière à servir à l’éducation du dauphin. Par conséquent, le nouveau Labyrinthe s'enrichit de plusieurs fontaines représentant des textes tirés des fables d'Ésope.
Une plaque de cuivre, sur laquelle était gravée une de ses fables, fut présentée avec La Fontaine. C'est grâce à ces plaques que le fils de Louis XIV apprit à lire. Une fois achevé, en 1677, le Labyrinthe était composé de 39 fontaines, avec 333 sculptures animalières en plomb, peintes en polychrome.
- 1778

En raison des frais de réparation et d’entretien du bosquet, Louis XVI commande la destruction du Labyrinthe. À sa place, un arboretum, avec des exemplaires exotiques, est installé en un jardin à l'anglaise. Rebaptisé « bosquet de la Reine », ce serait dans cette partie des jardins qu’en 1785, un épisode de l’affaire du collier aurait eu lieu, compromettant par la suite Marie-Antoinette.

### Bosquet de l'Étoile(partiellement disparu)

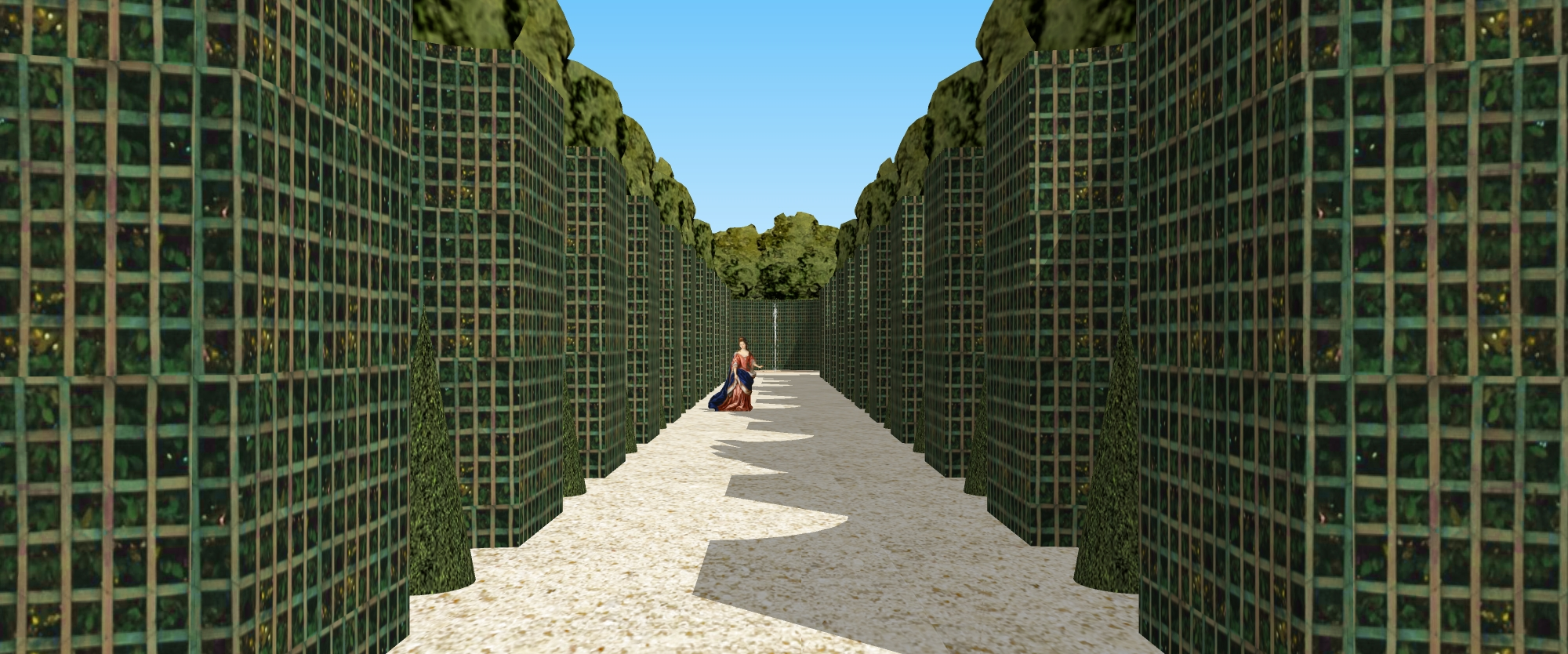
Schéma d'une allée restituée du bosquet de l'Étoile, à Versailles, XVIIe siècle.

- 1666

À l’origine, André Le Nôtre conçoit ce bosquet comme une salle de verdure avec un chemin qui entoure un espace octogonal, au milieu du bosquet.
- 1671

Un chemin plus complexe est développé, afin de rehausser la nouvelle fontaine centrale. Il devint le bosquet de la montagne d'Eau.
- 1704

Le bosquet de la Montagne d’Eau est remanié, les bassins remplacés par des sculptures et finalement rebaptisé bosquet de l’Étoile,.
- 1799 - 2007

Les statues sont progressivement déposées, les treillages centraux sont retirés au XXe siècle. Le bosquet, le plus dépouillé des jardins, accueille périodiquement des manifestations artistiques.

### Bosquet du Marais (remplacé)
- 1670

Au début, le bosquet se compose d'un bassin rectangulaire avec une bordure en gazon. Au bord du bassin, des roseaux en métal cachent bon nombre de jets d’eau. Un cygne se trouve à chaque coin, un jet d’eau jaillissant de leur bec. Au milieu du bassin se trouve un arbre en fer, avec des feuilles en étain, peintes en vert. Cet arbre est à l'origine d'un autre nom donné au bosquet : le bosquet du Chêne-Vert.
- 1705

La fontaine est détruite et le bosquet transformé en celui des Bains d’Apollon.
- 1774

Hubert Robert remanie le bosquet, qui est rebaptisé La grotte des Bains d’Apollon.

### Île du Roi - Miroir d’Eau (partiellement remplacé)
- 1671

Au début conçu comme deux éléments du jardin, le grand – L'île du Roi – comprend une île qui forme le point de convergence d’un système complexe de fontaines. L’île du Roi est isolée du miroir d’eau par une chaussée qui comprend 24 jets d’eau.
- 1684

L’île est supprimée et le nombre de jets d’eau dans le bosquet radicalement réduit.
- 1704

La chaussée est remaniée et un grand nombre des jets d’eau disparaît encore.
- 1817

L'espace de l’île du Roi est complètement réaménagées en un jardin à l'anglaise. Le bosquet est rebaptisé Jardin du Roi.

### Salle des Festins (ou salle du Conseil) – bosquet de l’Obélisque
- 1671

Conçu par Le Nôtre comme une île à quatre lobes entourée d'un canal qui comprend 50 jets d’eau. Une simple fontaine occupe chaque lobe de l’île ; l’accès à l’île étant obtenu par deux petits ponts tournants. Aux quatre points cardinaux se trouvent quatre autres fontaines.

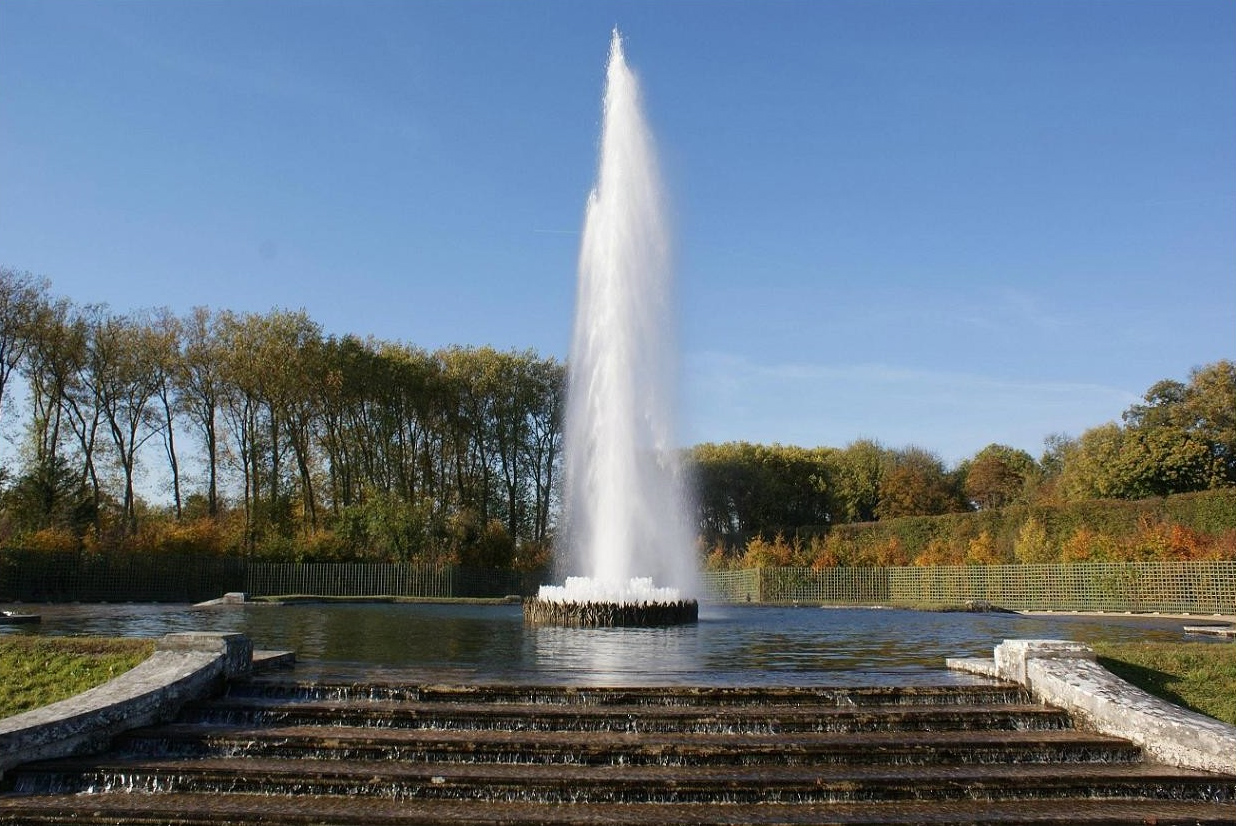
Bosquet de l'Obélisque.

- 1706

Sous la direction de Jules Hardouin-Mansart, le bosquet est complètement transformé. L’île centrale est remplacée par un grand bassin surélevé, ayant une base à cinq gradins, entourée d'un canal. La fontaine centrale se compose de 230 jets d’eau qui, lors du jeu de la fontaine, forment un obélisque, qui donne son nouveau nom au bosquet : bosquet de l’Obélisque.

### Bosquet du Théâtre d'eau
- 1671-1674

L’aspect central de ce bosquet a une forme d’amphithéâtre, avec des rangs de bancs en gazon à trois gradins, pour les spectateurs. La scène est décorée de trois fontaines alternant avec trois cascades.
- 1680-1715

Les statues du bosquet sont remaniées à maintes reprises. En 1709, le bosquet change à nouveau avec l’installation de la fontaine de l’Île aux Enfants.
- 1774-1775

Lors de la replantation des jardins commandée par Louis XVI, le bosquet du Théâtre d'eau est détruit et remplacé par un bosquet simple : le bosquet du Rond-Vert.

### Bosquet des Trois-Fontaines (Berceau d’Eau)
- 1677-1678

Situé à l’ouest de l’allée des Marmousets, le bosquet des Trois-Fontaines remplace le jeune bosquet du Berceau d’Eau (datant de 1671 ; le Berceau d’Eau était un bosquet long et étroit, qui comprenait bon nombre de jets formant une charmille d’eau). Le nouveau bosquet est transformé par Le Nôtre, qui conçoit un bosquet à trois salles, chaque salle comprenant nombres de fontaines jaillissantes avec effets spéciaux. Le bosquet survit aux modifications demandées par Louis XIV au début du XVIIIe siècle et échappe par conséquent aux replantations de 1774-1775.
- 1830

Le bosquet est replanté et les fontaines supprimées.
- 2004

À la suite des dégâts causés par les tempêtes de 1990 et 1999, le bosquet des Trois-Fontaines est restauré tel qu'avant la suppression des fontaines, puis inauguré le 12 juin 2004.

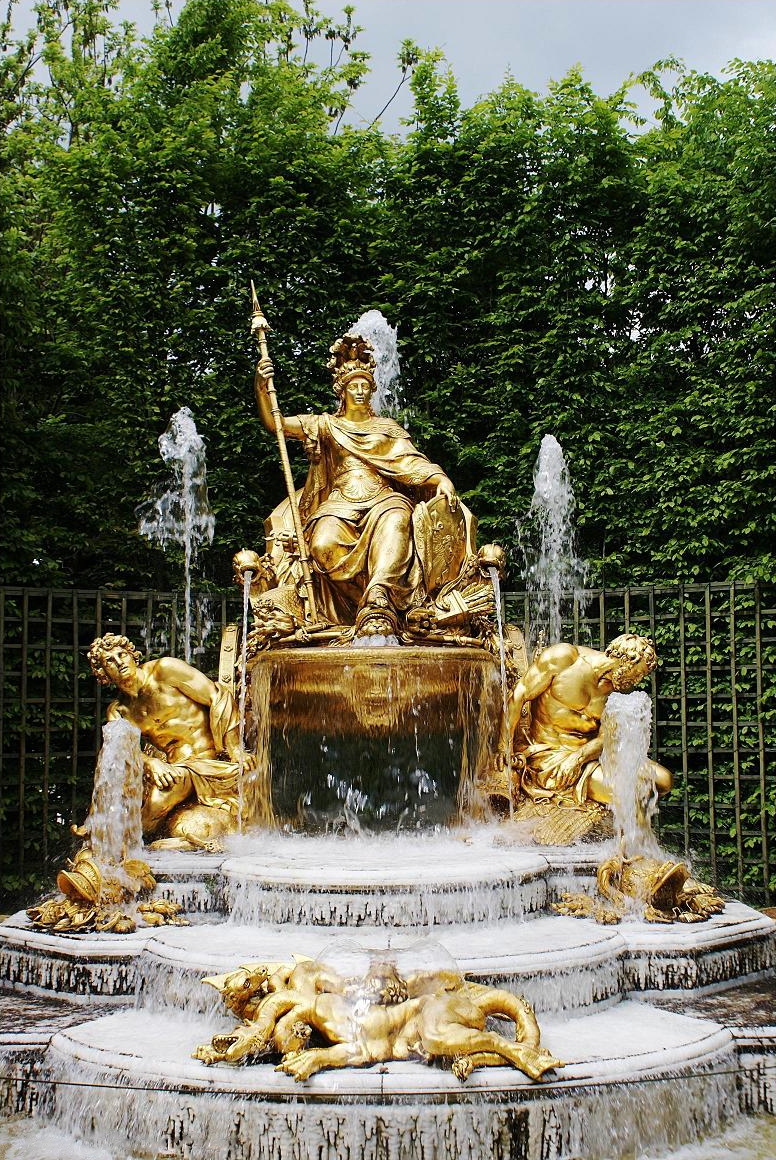
Bosquet de l'Arc de Triomphe.

### Bosquet de l’Arc de Triomphe
- 1672

Le bosquet est d'abord conçu comme un simple pavillon d’eau – un espace ouvert avec une fontaine carrée au milieu.
- 1676

Situé à l’est de l’allée des Marmousets et conçu comme un pendant au bosquet de Trois-Fontaines, le bosquet est enrichi d'un décor faisant allusion aux victoires militaires sur l’Espagne et l’Empire. On y installe l’arc de triomphe, donnant ainsi son nom du bosquet. Comme le bosquet des Trois-Fontaines, le bosquet de l’Arc de Triomphe survit aux modifications du XVIIIe siècle.
- 1830

Lors de la replantation, les fontaines sont supprimées (comme pour le bosquet des Trois-Fontaines).
- Actuellement[Quand ?], le bosquet est en cours de restauration[13].

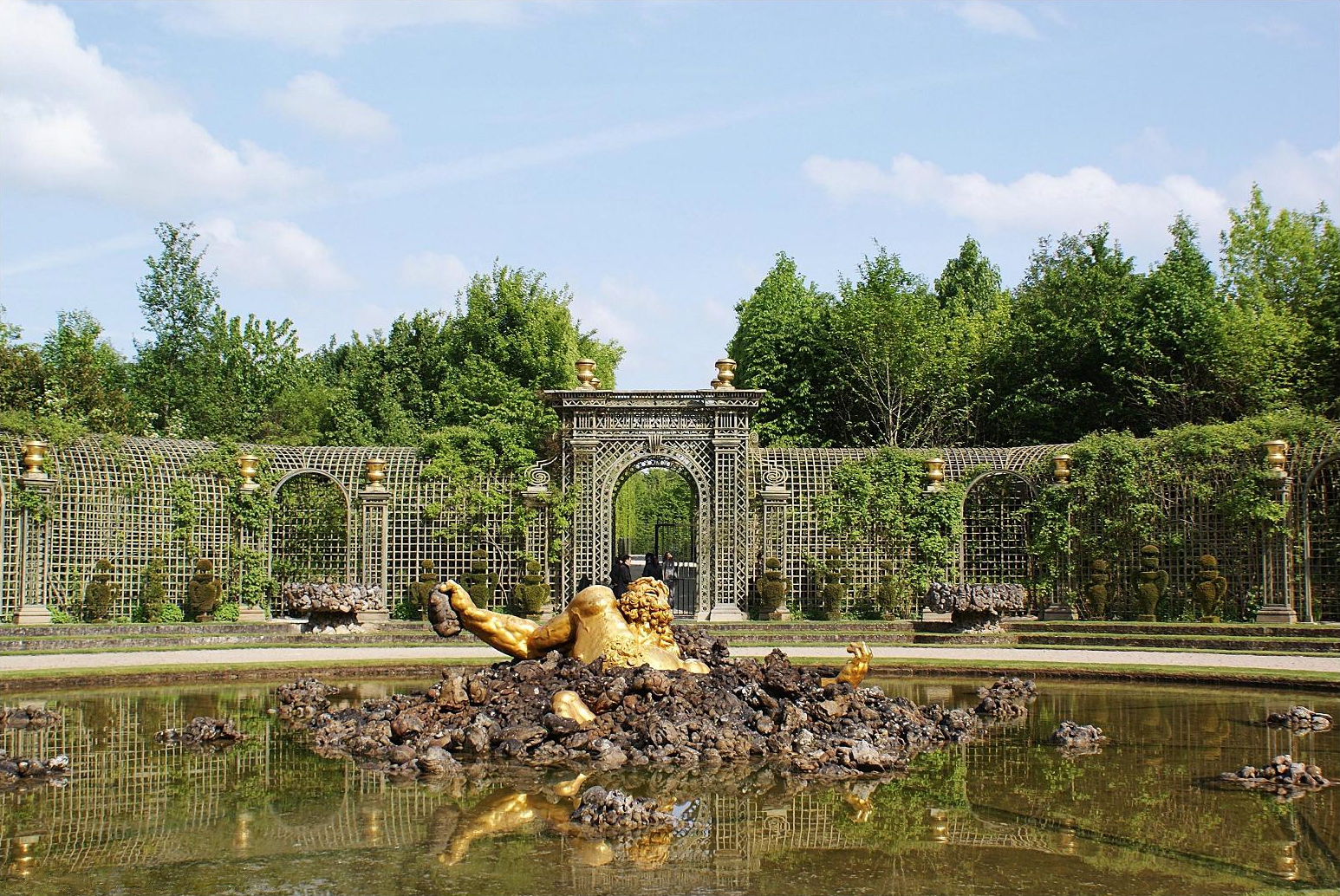
Bosquet d'Encelade.

### Bosquet de l'Encelade
- 1675

Il suit une évolution semblable au bosquet de la Renommée, la fontaine du bosquet représentant le Titan Encelade vaincu, enseveli sous le volcan de l’Etna, consumé par sa lave.
- 1678

Un anneau octogonal en gazon et huit fontaines en rocaille sont installées autour de la fontaine centrale. La fontaine, dont le jet d’eau est le plus haut de toutes celles de Versailles (25 m), est une allégorie faisant allusion à la victoire de Louis XIV sur la Fronde.
- 1706

Les huit fontaines en rocailles et la galerie de treillage sont supprimées.

### Bosquet des Sources - La Colonnade
- 1678

Pensé comme une simple salle de verdure, Le Nôtre le rehausse en y ajoutant un ruisseau existant, afin de créer un bosquet aux ruisselets serpentant parmi neuf petites îles. À cette époque, le bosquet prend le nom de bosquet des Sources.
- 1684

Jules Hardouin-Mansart change complètement le bosquet, en créant un double péristyle aux arcs. La Colonnade – nom adopté pour la construction – comprend à l’origine 32 arcs et 31 fontaines, chaque arc enjambant un jet d’eau simple, jaillissant dans une vasque placée dessous, sauf un, réservé à l’entrée du bosquet.
- 1696

La statue « Enlèvement de Proserpine », un des « enlèvements » de la Grande Commande de 1664, est installée au centre de la Colonnade.
- 1704

Trois entrées supplémentaires sont ajoutées, réduisant le nombre de fontaines à 28.

### Galerie des Antiques
- 1680

Occupant l’emplacement de l'ancien bosquet de la Galerie d’Eau (1678), le bosquet de la Galerie des Antiques est prévu pour héberger la collection des statues antiques et des copies acquises par l’Académie de France à Rome. Un petit canal, qui encercle l’espace central, pavé de cailloux polychromes, est agrémenté de 20 statues sur socles, chacune séparée par trois jets d’eau.
- 1704

La galerie est entièrement remodelée alors que les statues sont transférées à Marly. Le bosquet subit alors une replantation totale avec des marronniers.

### Salle de Bal

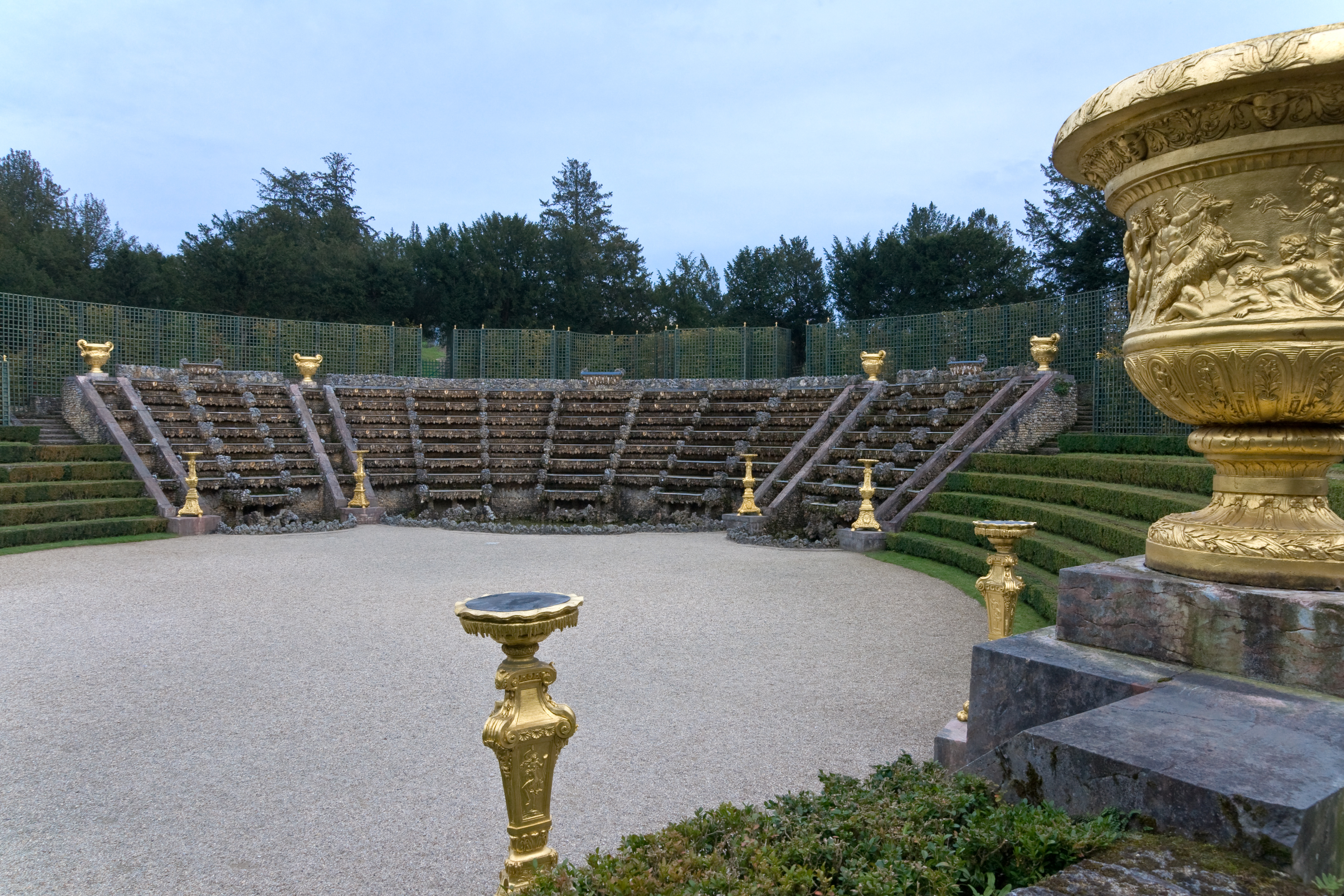
Bosquet de la Salle de Bal, état actuel.

- 1681-1683

Situé à l’ouest du parterre du Midi et au sud du parterre de Latone, ce bosquet présente une cascade en hémicycle, formant le décor de cette salle de verdure. Parsemé de vases et de torchères en plomb doré, qui servent d'appui à des girandoles, le bosquet de la Salle de Bal est inauguré en 1683 accompagné d'un divertissement de danse par le Grand Dauphin.
- 1707

Le bosquet est modifié par la destruction de l'île centrale (ou plutôt la disparition du bassin l'entourant) et l'ajout d'une entrée supplémentaire.

### Galerie des images historiques des bosquets
|                                                                         |                                                                          |                                                                        |                                                                                       |                                                                                   |                                                    |
| Entrée du Labyrinthe par Jean Cotelle, vers 1693.                       | Vue de l'intérieur du bosquet du Labyrinthe par Jean Cotelle, vers 1693. | Bosquet de l’Étoile ou la Montagne d’eau par Jean Cotelle, vers 1693.  | Bosquet du Marais par Jean Cotelle, vers 1693.                                        | Bosquet des Bains d'Apollon par Pierre-Denis Martin (Martin le Jeune), vers 1713. |                                                    |
|                                                                         |                                                                          |                                                                        |                                                                                       |                                                                                   |                                                    |
| Salle des Festins ou Salle du Conseil par Étienne Allegrain, vers 1688. | Le Théâtre d'Eau - vue de la scène par Jean Cotelle, vers 1693.          | Bosquet des Trois Fontaines - vue du côté par Jean Cotelle, vers 1693. | Bosquet de l’Arc de Triomphe - vue depuis la salle basse par Jean Cotelle, vers 1693. | Bosquet des Dômes par Jean Cotelle, vers 1693.                                    | Parterre d’Eau par Jean Cotelle, vers 1693.        |
|                                                                         |                                                                          |                                                                        |                                                                                       |                                                                                   |                                                    |
| Bassin de l'Encelade Jean Cotelle, vers 1693.                           | La Colonnade par Jean Cotelle, vers 1693.                                | Galerie des Antiques par Jean Joubert, vers 1693.                      | La Salle de Bal par Jean Cotelle, vers 1693.                                          | Bassin de Neptune par Jean Cotelle, vers 1693.                                    | Vue de l'Orangerie par Jean Cotelle, vers 1693.    |
|                                                                         |                                                                          |                                                                        |                                                                                       |                                                                                   |                                                    |
| Bassin du Dragon par Jean Cotelle, vers 1693.                           | Bosquet des trois fontaines - vue de face par Jean Cotelle, vers 1693.   | Bosquet de l’Île Royale par Étienne Allegrain, vers 1693.              | Le Théâtre d'Eau - vue de l'amphithéâtre par Jean Cotelle, vers 1693.                 | L’Orangerie par Jean Cotelle, vers 1693.                                          | Parterre du Nord par Étienne Allegrain, vers 1688. |

## Replantations des jardins
La replantation est quelque chose de commun pour n’importe quel jardin d’une grande longévité et Versailles n’est pas une exception. Au cours de leur histoire, les jardins de Versailles ne subirent pas moins de cinq replantations majeures, qui s’exécutèrent pour des raisons aussi bien esthétiques que pragmatiques.
- 1774-1775

Lors de l’hiver, Louis XVI ordonne la replantation des jardins, car certains arbres, soit malades soit envahissants, ont besoin d’être remplacés. De même, le style des jardins à la française du XVIIe siècle fait démodé et son objectif cherche à établir une nouvelle esthétique dans les jardins – une esthétique moins coûteuse à maintenir : des jardins à l'anglaise. Pourtant, le projet n'est pas achevé car la topologie des jardins est plus favorable à des jardins à la française.
- 1860-1883

En 1860, on commence par abattre et remplacer une bonne partie des vieux arbres datant de Louis XVI. Puis, en 1870, une violente tempête frappe la région et provoque des dégâts arboricoles étendus. Finalement, à cause de la guerre franco-allemande et de La Commune de Paris, qui précipitent la chute du Second Empire, la replantation ne reprend qu’en 1883.
- 1990-1999

Deux tempêtes s'abattent sur Versailles, en 1990 puis 1999, donnant lieu aux replantions les plus récentes. Les dégâts causés par ces tempêtes à Versailles et à Trianon provoquent la perte de milliers d'arbres – les pires dégâts dans l'histoire de Versailles. Ces deux périodes de replantations successives sont cependant l'occasion pour les autorités du musée et du gouvernement de restaurer certains bosquets et d'en reconstituer d'autres, abandonnés depuis l’époque de Louis XVI (comme le bosquet des Trois-Fontaines, restauré en 2004).
En raison du cycle naturel des replantations à Versailles, il est quasiment certain qu’aucun arbre datant de l’époque de Louis XIV ne se trouve aujourd’hui encore dans les jardins.

## Programme de restauration de la statuaire par mécénat
Une campagne de mécénat intitulée « Adoptez une statue des jardins » a été lancée par l’Établissement public du château, du musée et du domaine national de Versailles. Cette campagne, s'adressant à tous, particuliers et entreprises, rencontre un succès considérable et une centaine de statues sur les 221 que comptent les jardins, ont déjà été adoptées pour financer leur restauration.

## Le défi de l’eau
Hier comme aujourd’hui, les fontaines sont une des merveilles des jardins de Versailles. Pourtant, l'élément qui leur est nécessaire et qui anime si remarquablement les jardins, l'eau, est restée depuis l’époque de Louis XIV un problème majeur.
En effet, les jardins de Louis XIII avaient déjà besoin d'eau mais les étangs aux alentours du château fournissaient aux fontaines la quantité d’eau adéquate. Plus tard, avec les agrandissements commandés par Louis XIV, l’alimentation de l’eau devint un défi, parfois crucial.
Afin de satisfaire les besoins en eau lors des premiers agrandissements des jardins de Louis XIV, l’eau était pompée dans les étangs proches du château, notamment dans l’étang de Clagny, qui servait de source principale. Elle était ensuite acheminée jusqu'à un réservoir situé sur le toit de la grotte de Thétys, d’où l’eau, par un système de canalisations complexe, alimentait les fontaines, plus bas dans les jardins, par simple gravité. On captait aussi d'autres sources que l'on amenait jusqu'à des réservoirs construits sur la colline de Satory, au sud du château.
En 1664, les demandes d'eau accrues nécessitaient des sources supplémentaires. Cette année-là, Louis Le Vau conçut la Pompe, un moulin à eau au nord du château. La Pompe tirait de l’eau de l’étang de Clagny par un système de pompes éoliennes (ou, en l’absence de vent, à l'aide d'un cheval) jusqu'à un réservoir. La capacité de la Pompe - 600 m3 par jour – réduisait la pénurie d’eau dans les jardins.
Avec l’achèvement, en 1671, du Grand Canal, qui servait de canal d’écoulement pour les trop-pleins des fontaines, l’eau put ainsi être redirigée vers le réservoir de la grotte de Thétys, par un système de pompes éoliennes. Quoique ce système ait résolu certains des problèmes d’approvisionnement, il n’y avait toujours pas assez d'eau pour faire fonctionner toutes les fontaines en même temps.
S'il était possible de faire jouer en permanence les fontaines que l'on voyait depuis le château, celles qui étaient cachées dans les bosquets ou dans des régions plus reculées n'étaient mises en eaux que ponctuellement. En 1672, Jean-Baptiste Colbert imagina pour les responsables des fontaines un système de communication par sifflets. À l’arrivée du roi, un coup de sifflet indiquait que la fontaine devrait être ouverte. Une fois le roi parti, le responsable devait fermer sa fontaine et avertir le suivant que la prochaine fontaine pouvait être mise en marche.
En 1674, la Pompe fut agrandie et devint la Grande Pompe. Avec la Grande Pompe, la capacité de distribution d’eau fut portée à presque 3 000 m3 d'eau par jour, grâce à un nombre plus important de pistons. Malheureusement, l’étang de Clagny, dans lequel elle puisait, se trouva souvent à sec.
La demande accrue pour l’eau et les contraintes sur son système d’alimentation nécessitèrent de nouvelles mesures, afin d’amener toujours plus d’eau à Versailles. Entre 1668 et 1674, un projet fut entrepris pour canaliser l’eau de la Bièvre, à Versailles. Par des barrages sur la rivière et un système de pompes avec cinq moulins à eau, l’eau fut ainsi détournée vers les réservoirs situés sur la colline de Satory. La dérivation de la Bièvre permettait un débit de 72 000 m3 d’eau supplémentaires pour les jardins de Versailles.
Malgré cette augmentation considérable, les jardins en demandaient encore plus. De nouveaux projets d’alimentation en eau furent nécessaires. En 1681, un des projets les plus ambitieux et les plus remarquables du règne de Louis XIV fut entamé. Fort de la proximité de la Seine de Versailles, un projet fut proposé pour apporter l’eau du fleuve jusqu'au château. Profitant de la réussite du système, datant de 1680, qui alimentait en eau les jardins du château de Saint-Germain-en-Laye, grâce au même fleuve, la construction de la machine de Marly démarra l’année suivante.

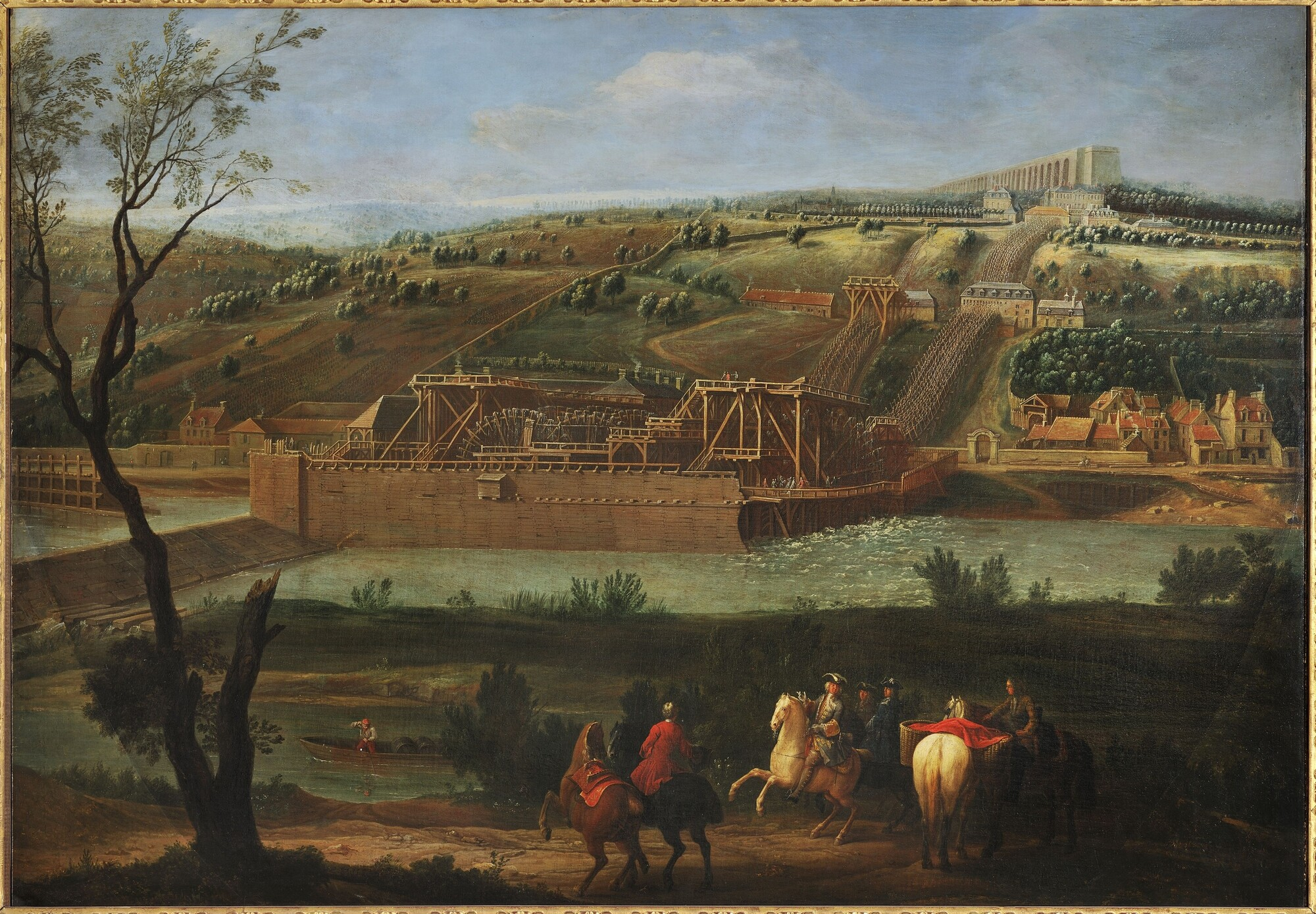
« La machine de Marly »
Pierre-Denis Martin, 1723.

La machine devait transporter l’eau de la Seine par trois ascensions successives à l’aqueduc de Louveciennes, une centaine de mètres au-dessus du niveau du fleuve. 14 grandes roues actionnait 64 pistons, qui montaient l’eau jusqu'à un réservoir 48 mètres au-dessus du fleuve. Depuis ce premier réservoir, l’eau était refoulée par un système de 79 pompes, à 56 mètres au-dessus du premier réservoir, vers un deuxième. Finalement, les 78 dernières pompes envoyaient l’eau jusqu’à l’aqueduc, qui l'acheminait vers Marly et Versailles.
En 1685, la construction de la machine de Marly prit fin. Pourtant, en raison de pannes et de fuites sur les canalisations, la machine n'était capable d’augmenter l’alimentation en eau des jardins que de 3 200 m3 par jour – la moitié du débit prévu. La machine devint une attraction pour tous les visiteurs de France. La consommation d’eau par les jardins de Versailles surpassait alors celle de Paris, et la machine de Marly continua à alimenter les jardins de Versailles jusqu’en 1817.
Sous le règne de Louis XIV, les dépenses pour les systèmes d’alimentation en eau représentèrent un tiers de toutes les dépenses de construction engagées à Versailles. Pourtant, malgré l’augmentation complémentaire du débit fournie par la machine de Marly, les fontaines ne pouvaient être mises en marche qu'à l’ordinaire, c’est-à-dire à demi-pression. En appliquant cette mesure d’économie, les fontaines consommaient 12 800 m3 par jour, une consommation qui excédait de loin les capacités disponibles. Quant aux Grandes Eaux – les occasions où toutes les fontaines jouaient à leur maximum –, la consommation d'un de ces spectacles dépassait 10 000 m3, pour moins de trois heures de jeu. Par conséquent, les Grandes Eaux furent réservées aux occasions exceptionnelles, telles que la réception de l’ambassadeur du Siam (1685-1686).
En 1685, une dernière tentative de gagner le défi de l’eau fut entreprise. Un projet fut présenté pour dériver l’Eure – 160 km au sud de Versailles, dominant les réservoirs de Versailles de 26 mètres. Le projet nécessitait non seulement le creusement d’un canal et la construction de l'aqueduc de Maintenon, mais aussi la construction d’un chapelet d’écluses et de canaux de navigation, pour le ravitaillement des ouvriers sur le canal principal. À partir de 1695, 9 000 à 10 000 soldats furent occupés par la construction du canal ; l’année suivante, plus que 20 000 soldats y furent affectés. Entre 1686 et 1689, année où la guerre de la Ligue d'Augsbourg se déclencha, un dixième du contingent du royaume était occupé par la construction du canal de l'Eure. Avec le déclenchement de la guerre, le projet fut abandonné, sans jamais être achevé. En cas d'achèvement, 50 000 m3 supplémentaires d’eau quotidiens auraient pu être acheminés à Versailles – un débit suffisant pour mettre un terme au défi de l’eau levé par les jardins.
Aujourd’hui encore, les autorités du musée de Versailles font face à ce défi. Lors des Grandes Eaux, l’eau est recyclée depuis le Grand Canal jusqu'aux réservoirs, par un réseau de pompes modernes. Les pertes par évaporation sont compensées par l’eau de pluie, récupérée dans des citernes situées un peu partout dans les jardins. La gestion assidue de cette ressource par les autorités du musée évite l’usage des réserves d’eau potable de la ville de Versailles.

## Protection
Les jardins du château ont fait l'objet de plusieurs protections successives, au titre des monuments historiques. Après une première mention sur la liste des monuments historiques de 1862, liée au château lui-même, un arrêté détaillé est pris le 31 octobre 1906. Il concerne le palais et ses dépendances, les jardins et leurs dépendances, les deux Trianons avec leurs parcs respectifs et dépendances, ainsi que le grand parc.

## Filmographie
Les jardins de Versailles constituent la trame de fond du film Les Jardins du roi réalisé par Alan Rickman et sorti en 2014. Le film est centré sur la construction de la Salle de Bal (ou Bosquet des Rocailles).